# Turismo en Guatemala

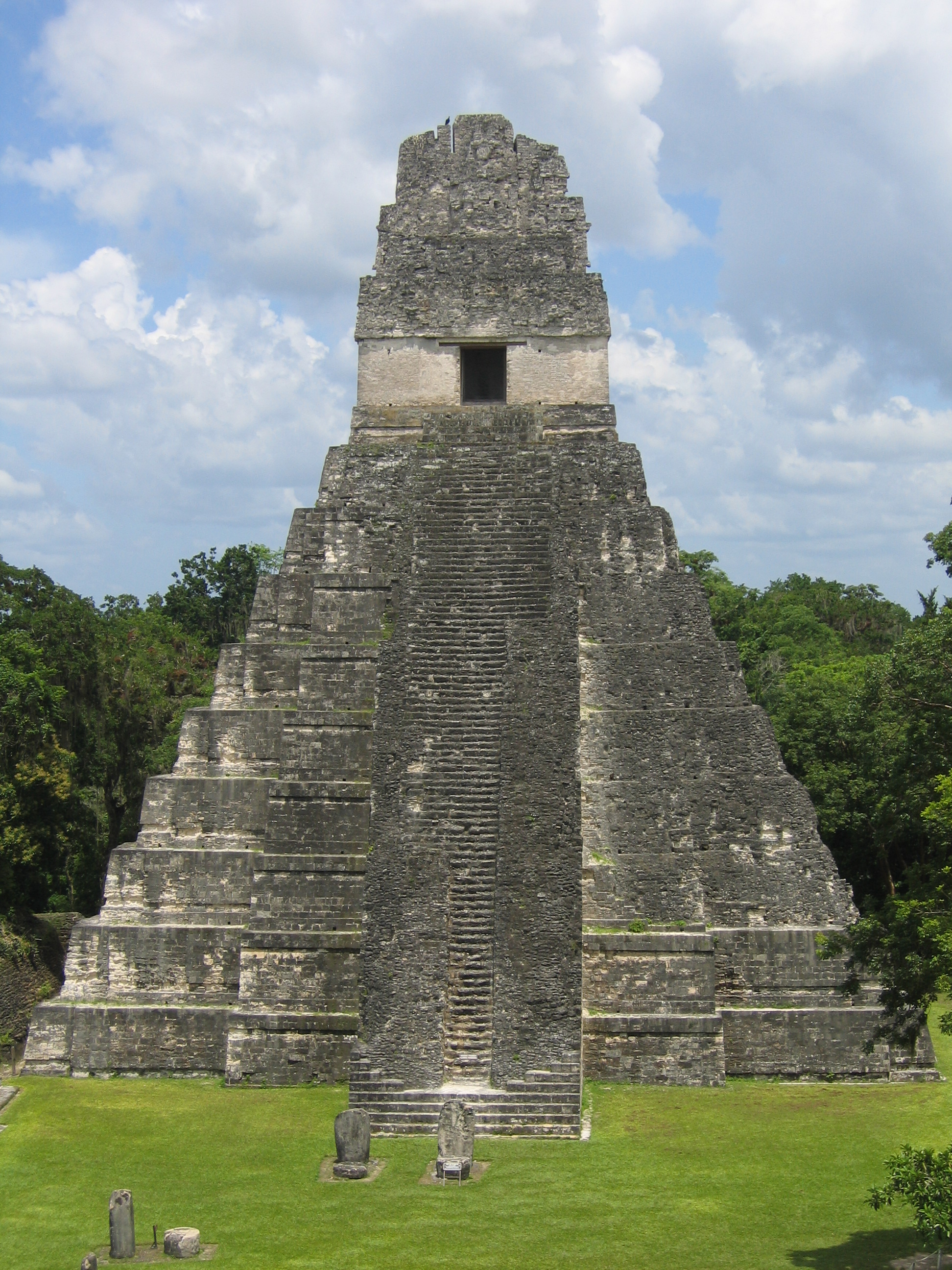
El Templo del Gran Jaguar, es la construcción principal del complejo arqueológico de Tikal.

El turismo en Guatemala es una de las actividades económicas más importantes del país debido a su riqueza cultural y natural y por contar con una ubicación geográfica privilegiada. Actualmente es uno de los países más visitados por turistas internacionales en Centroamérica. Guatemala, conocido también como el «País de la eterna primavera», cuenta con tres tipos diferentes de clima debido a sus regiones cálidas, templadas y frías. No obstante, puede ser visitado en cualquier época del año pues su temperatura promedio es de 22 ºC.
Guatemala, también nombrado como «Corazón del Mundo Maya» por su cultura mística y ancestral, es un país en donde el legado de la civilización maya perdura hasta estos días por sus tradiciones y la cultura de su gente. Guatemala tiene un total de 25 etnias, de las cuales, 22 son de origen maya, las otras se dividen en ladina, xinka y garífuna. Cada uno de los 22 grupos étnicos tiene su propio idioma, por lo que Guatemala es un país multilingüe, al contar con un total de 25 idiomas. 22 son idiomas mayas, más el idioma xinka, el idioma garífuna y el español.
A nivel mundial, en 2019 Guatemala se ubicaba en el puesto número 60 de un total de 140 países clasificados según el Índice de Competitividad en Viajes y Turismo por el Foro Económico Mundial. El turismo en Guatemala contribuye con el 10.2 % del PIB nacional.
Guatemala recibió en 2019 2 559 599 visitantes, de los que  1 622 602 llegaron por vía terrestre,  806 208 llegaron por vía aérea —aeropuertos internacionales de La Aurora, Mundo Maya y Quetzaltenango— y 130 789 lo hicieron por mar, ya que en los últimos años muchos cruceros hacen escalas en Puerto Quetzal y Puerto Santo Tomás de Castilla.
Entre las atracciones turísticas del país destacan el parque nacional Tikal, declarado Patrimonio de la Humanidad por la Unesco en 1979 por sus ruinas antiguas de la cultura mesoamericana; la ciudad colonial de Antigua Guatemala, también Patrimonio de la Humanidad en 1979 por su inmenso valor histórico y cultural; y sus paisajes montañosos y enclaves arqueológicos mayas (Quiriguá en Izabal, Iximché en Tecpán Chimaltenango, y en la Ciudad de Guatemala). Como destinos de belleza natural sobresalen el lago de Atitlán y Semuc Champey, sus extensas playas de arena blanca y de arena oscura, arrecifes de coral y una abundante flora y fauna, además de los parques nacionales y demás zonas protegidas como la reserva de la biosfera maya. También es muy frecuentado el centro turístico-religioso de la basílica de Esquipulas en la Ciudad de Esquipulas

## Historia

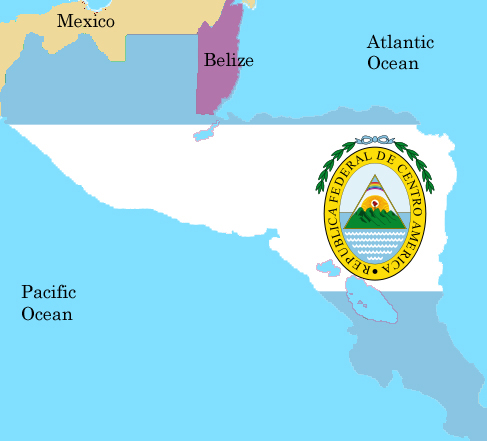
Mapa de la antigua República Federal de Centro América.

### Conquista española y periodo colonial (1523‑1821)
Los expedicionarios españoles comandados por Pedro de Alvarado, enviados por Hernán Cortés, llegaron al territorio guatemalteco en 1523‑1524.Matthew Restall y Florine Asselbergs (2018). Invading Guatemala. University of Oklahoma Press. Tras la derrota de los señoríos mayas y pipiles, la región quedó adscrita a la Capitanía General de Guatemala, dependiente del Virreinato de Nueva España. La ciudad de Guatemala fue fundada en 1524 y se convirtió en sede política y eclesiástica de la provincia.Carlos Escalante Herrera (2010). «Fundación de Santiago de Guatemala». Revista Estudios, núm. 7, pp. 45‑68.

### Independencia y Federación Centroamericana (1821‑1847)
El 15 de septiembre de 1821, los representantes criollos proclamaron la independencia de la Capitanía General del dominio español.Alfredo Paz Soldán (1993). Centroamérica independiente. F&G Editores. La nueva provincia se integró brevemente al Primer Imperio Mexicano, del que se separó en 1823 para constituir la Federación Centroamericana. Las pugnas entre liberales y conservadores —encabezados estos últimos por el influyente Clan Aycinena y el clero regular— desembocaron en guerras civiles que provocaron la disolución formal de la Federación en 1839.Ralph Lee Woodward Jr. (1993). Central America: A Nation Divided. Oxford University Press.

### Consolidación del Estado conservador (1847‑1871)
Guatemala se proclamó república soberana el 21 de marzo de 1847, durante el gobierno del general Rafael Carrera. Bajo su liderazgo (1844‑1865), el Estado resistió las expediciones militares de los caudillos liberales centroamericanos y obtuvo el reconocimiento diplomático de potencias como Estados Unidos, España y el Reino Unido.Arturo Taracena Arriola (2002). «Rafael Carrera y la defensa del orden conservador». En: Lowell Gudmundson (ed.), Guatemala: historia reciente, pp. 23‑56. FLACSO.

### Reforma Liberal y expansión cafetalera (1871‑1944)
El triunfo de la Reforma Liberal de 1871 dio paso a gobiernos liberales autoritarios que impulsaron la exportación de café mediante expropiaciones de tierras comunales indígenas y mano de obra forzada.Greg Grandin (2000). The Blood of Guatemala. Duke University Press. La creciente presencia de capital estadounidense culminó en 1901 con la concesión a la United Fruit Company (UFCO) de vastas superficies de tierras y la gestión de infraestructura portuaria y ferroviaria, consolidando el modelo de «república bananera».David McCreery (1994). Bananas and Business: The United Fruit Company in Guatemala. University of Nebraska Press.

### Revolución de 1944 y contrarrevolución de 1954
El descontento con la dictadura de Jorge Ubico derivó en la Revolución de Octubre de 1944, que inauguró la llamada «primavera democrática» bajo los gobiernos de Juan José Arévalo (1945‑1951) y Jacobo Árbenz (1951‑1954).Cindy Forster (2001). The Time of Freedom. University of Pittsburgh Press. Sus reformas agrarias y laborales afectaron los intereses de la UFCO, lo que motivó la Operación PBSUCCESS, una intervención encubierta de la CIA que derrocó a Árbenz en junio de 1954 e instauró un régimen militar anticomunista.Nick Cullather (2006). Operation PBSuccess. Stanford University Press.

### Conflicto armado interno y proceso de paz (1960‑1996)
Tras la contrarrevolución, la exclusión política y la represión militar desembocaron en la Guerra Civil de Guatemala (1960‑1996), que enfrentó a las fuerzas armadas contra varias organizaciones guerrilleras de inspiración marxista. De acuerdo con la Comisión para el Esclarecimiento Histórico (CEH), el conflicto provocó unas 200 000 víctimas entre muertos y desaparecidos, y el Estado fue responsable directo o indirecto de un 93 % de las violaciones a los derechos humanos documentadas.Comisión para el Esclarecimiento Histórico (1999). Memoria del silencio, Vol. 5, p. 48. La firma de los Acuerdos de Paz el 29 de diciembre de 1996 puso fin a 36 años de enfrentamiento y abrió paso a la transición democrática contemporánea.Dinorah Azpuru de Cuestas (2013). «La transición política en Guatemala». Revista Ciencia Política, 48(2), 181‑212.

### Guatemala en el siglo XXI
Desde 1996 el país ha celebrado elecciones periódicas y ha experimentado cierto crecimiento económico, pero sigue afrontando retos estructurales como la desigualdad social, la violencia criminal y la corrupción institucional.Banco Mundial (2025). «Guatemala Overview». Consultado el 10 de agosto de 2025.

## Regiones de Guatemala

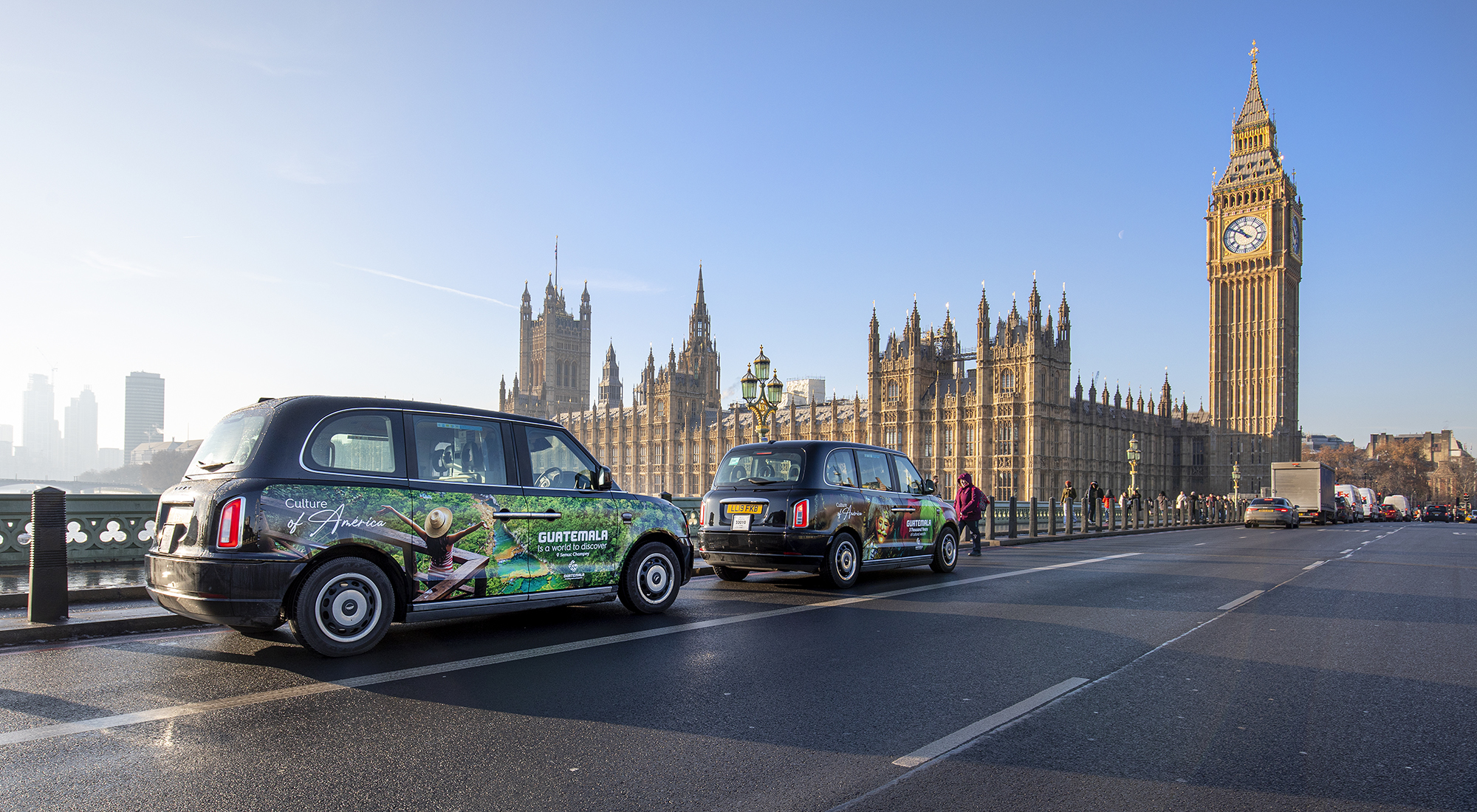
Taxis en Londres, promocionando a Guatemala.

Las regiones de Guatemala son divisiones administrativas creadas a través del Decreto 70-86 del Congreso de la República, Ley Preliminar de Regionalización, con las cuales se busca promover el ordenamiento territorial y el funcionamiento de los Consejos Regionales de Desarrollo Urbano y Rural. Además se establecieron con el propósito de procurar la identificación y solución de problemas comunes en las distintas regiones y así facilitar la implementación de proyectos de desarrollo en las mismas. Guatemala agrupa a los 22 departamentos en 8 regiones.
| Región                    | Departamentos que la conforman                                               | Ciudad Más Poblada     |
| ------------------------- | ---------------------------------------------------------------------------- | ---------------------- |
| Región VI o Suroccidente  | Quetzaltenango, Retalhuleu, San Marcos, Suchitepéquez, Sololá y Totonicapán. | Quetzaltenango         |
| Región I o Metropolitana  | Guatemala                                                                    | Ciudad de Guatemala    |
| Región VII o Noroccidente | Huehuetenango y Quiché.                                                      | Huehuetenango          |
| Región V o Central        | Chimaltenango, Sacatepéquez y Escuintla.                                     | Escuintla              |
| Región II o Verapaz       | Alta Verapaz y Baja Verapaz.                                                 | Cobán                  |
| Región III o Nororiente   | Chiquimula, El Progreso, Izabal y Zacapa.                                    | Puerto Barrios         |
| Región IV o Suroriente    | Jutiapa, Jalapa y Santa Rosa.                                                | Jalapa                 |
| Región VIII o Petén       | Petén                                                                        | Santa Elena de la Cruz |

## Visitantes

### Países de origen y destino
Según las estadísticas de la Organización Mundial del Turismo, el país del que llegan más visitantes a Guatemala es El Salvador, seguido por Estados Unidos y Honduras. Los datos a continuación son exclusivamente de visitantes extranjeros que ingresan a Guatemala con fines turísticos.
| Pos. | País                        | 2017      | 2018      |
| ---- | --------------------------- | --------- | --------- |
| 1    | El Salvador                 | 925.116   | 1.060.962 |
| 2    | Estados Unidos              | 486.103   | 535.098   |
| 3    | Europa                      | 152.014   | 173.045   |
| 4    | Costa Rica Nicaragua Panamá | 134.324   | 135.521   |
| 5    | Honduras                    | 91.535    | 133.356   |
| 6    | México                      | 101.705   | 104.710   |
| 7    | América del Sur             | 87.684    | 88.047    |
| 8    | Canadá                      | 42.711    | 55.485    |
| 9    | Belice                      | 33.621    | 58.369    |
| 10   | Resto de países del Mundo   | 58.457    | 61.309    |
|      | Total                       | 2.113.270 | 2.405.902 |

| Pos. | País           | 2017      | 2018      |
| ---- | -------------- | --------- | --------- |
| 1    | El Salvador    | 975.887   | 1.004.237 |
| 2    | México         | 291.412   | 318.863   |
| 3    | Estados Unidos | 252.248   | 272.671   |
| 4    | Belice         | 143.295   | 225.020   |
| 5    | Nicaragua      | 89.326    | 68.134    |
| 6    | Costa Rica     | 78.032    | 65.633    |
| 7    | Panamá         | 37.136    | 35.800    |
| 8    | Colombia       | 22.030    | 23.791    |
| 9    | Italia         | 9.262     | 24.682    |
| 10   | Canadá         | 23.815    | 12.394    |
|      | Total          | 1.922.443 | 2.051.225 |

### Llegadas de Visitantes No Residentes por tipo de viajero según Vía y Frontera
| Vía y Frontera                      | 2018      | 2019            | 2019            | 2019                           | 2019                           | Variación | Variación |
| Vía y Frontera                      | 2018      | Tipo de Viajero | Tipo de Viajero | Total Visitantes no Residentes | Total Visitantes no Residentes | Absoluta  | Relativa  |
| Vía y Frontera                      | 2018      | Turista         | Excursionista   | Total Anual                    | Total Anual                    | Absoluta  | Relativa  |
| Totales                             | 2.405.902 | 1.752.429       | 807.170         | 2.559.599                      | 100%                           | 153.697   | 6%        |
|                                     |           |                 |                 |                                |                                |           |           |
| Vía Aérea                           | 783.296   | 806.208         | -               | 806.208                        | 31%                            | 22.912    | 3%        |
|                                     |           |                 |                 |                                |                                |           |           |
| Aeropuerto Internacional La Aurora  | 780.427   | 804.711         | -               | 804.711                        | 31%                            | 24.284    | 3%        |
| Aeropuerto Internacional Mundo Maya | 2.869     | 1.497           | -               | 1.497                          | 0%                             | -1,372    | -48%      |
|                                     |           |                 |                 |                                |                                |           |           |
| Vía Marítima                        | 150.392   | -               | 130.789         | 130.789                        | 5%                             | -19.603   | -13%      |
|                                     |           |                 |                 |                                |                                |           |           |
| Puerto Quetzal                      | 99.090    | -               | 97.597          | 97.597                         | 4%                             | -1.493    | -2%       |
| Santo Tomás de Castilla             | 51.302    | -               | 33.192          | 33.192                         | 1%                             | -18.110   | -35%      |
|                                     |           |                 |                 |                                |                                |           |           |
| Vía Terrestre                       | 1.472.214 | 946.221         | 676.381         | 1.622.602                      | 63%                            | 150.388   | 10%       |
|                                     |           |                 |                 |                                |                                |           |           |
| Frontera con El Salvador            | 1.162.934 | 735.354         | 518.120         | 1.253.474                      | 49%                            | 90.540    | 8%        |
| Valle Nuevo                         | 594.570   | 462.418         | 193.833         | 656.251                        | 26%                            | 61.681    | 10%       |
| San Cristóbal                       | 232.795   | 89.619          | 141.739         | 231.358                        | 9%                             | -1.437    | -1%       |
| Pedro de Alvarado                   | 181.932   | 126.412         | 60.799          | 187.211                        | 7%                             | 5.279     | 3%        |
| La Ermita                           | 153.637   | 56.905          | 121.749         | 178.654                        | 7%                             | 25.017    | 16%       |
|                                     |           |                 |                 |                                |                                |           |           |
| Frontera con Honduras               | 132.355   | 109.187         | 70.425          | 179.612                        | 7%                             | 47.257    | 36%       |
| Agua Caliente                       | 58.890    | 45.361          | 37.328          | 82.689                         | 3%                             | 23.799    | 40%       |
| El Cinchado                         | 40.933    | 33.123          | 16.717          | 49.840                         | 2%                             | 8.907     | 22%       |
| El Florido                          | 32.532    | 30.703          | 16.380          | 47.083                         | 2%                             | 14.551    | 45%       |
|                                     |           |                 |                 |                                |                                |           |           |
| Frontera con México                 | 78.688    | 62.233          | 21.432          | 83.665                         | 3%                             | 4.977     | 6%        |
| El Carmen                           | 26.001    | 22.808          | 5,915           | 28.723                         | 1%                             | 2.722     | 10%       |
| La Mesilla                          | 24.445    | 19.771          | 5.086           | 24.857                         | 1%                             | 412       | 2%        |
| Ciudad Tecún Umán                   | 10.551    | 9.279           | 3,583           | 12.862                         | 1%                             | 2,311     | 22%       |
| Gracias a Dios                      | 10.962    | 5.436           | 5.800           | 11.236                         | 0%                             | 274       | 2%        |
| El Naranjo                          | 4.825     | 3.411           | 1.007           | 4.418                          | 0%                             | -407      | -8%       |
| Bethel                              | 1.904     | 1.528           | 41              | 1.569                          | 0%                             | -335      | -18%      |
|                                     |           |                 |                 |                                |                                |           |           |
| Frontera con Belice                 | 98.237    | 39.447          | 66.404          | 105.851                        | 4%                             | 7.614     | 8%        |
| Melchor de Mencos                   | 98.237    | 39.447          | 66.404          | 105.851                        | 4%                             | 7.614     | 8%        |

### Arribo de cruceros
La dinámica industria de cruceros en Guatemala representa alrededor del 6 % del total de turistas internacionales que ingresan al país, los viajes en crucero se han convertido en una opción con una alta demanda en la región en las últimas décadas. La ciudad colonial de Antigua Guatemala es el destino más visitado por los cruceristas que ingresan a Guatemala por el Puerto Quetzal, mientras que los que arriban por el Caribe visitan los departamentos de Izabal y Petén.
|  | Gráfico no disponible temporalmente debido a problemas técnicos. |

|  | Gráfico no disponible temporalmente debido a problemas técnicos. |

#### Destinos prioritarios de cruceristas por país de procedencia
|   | País de Origen | Destino Turístico |
| - | -------------- | --- |
| 1 | Estados Unidos | Antigua Guatemala Lago de Atitlán Panajachel Ciudad de Guatemala San Lucas Tolimán Tikal Flores Monterrico Cerro San Gil Livingston Río Dulce Playa Blanca Castillo de San Felipe de Lara Quiriguá Puerto Barrios |
| 2 | Canadá         | Antigua Guatemala Lago de Atitlán Panajachel Tikal Livingston Castillo de San Felipe de Lara Quiriguá Puerto Barrios Ciudad de Guatemala Iximché                                                                  |
| 3 | Reino Unido    | Antigua Guatemala Lago de Atitlán Panajachel Tikal Flores Ciudad de Guatemala Monterrico Quetzaltenango Livingston Castillo de San Felipe de Lara Quiriguá Puerto Barrios Iximché                                 |

## Principales lugares turísticos de Guatemala

### Guatemala moderna y colonial

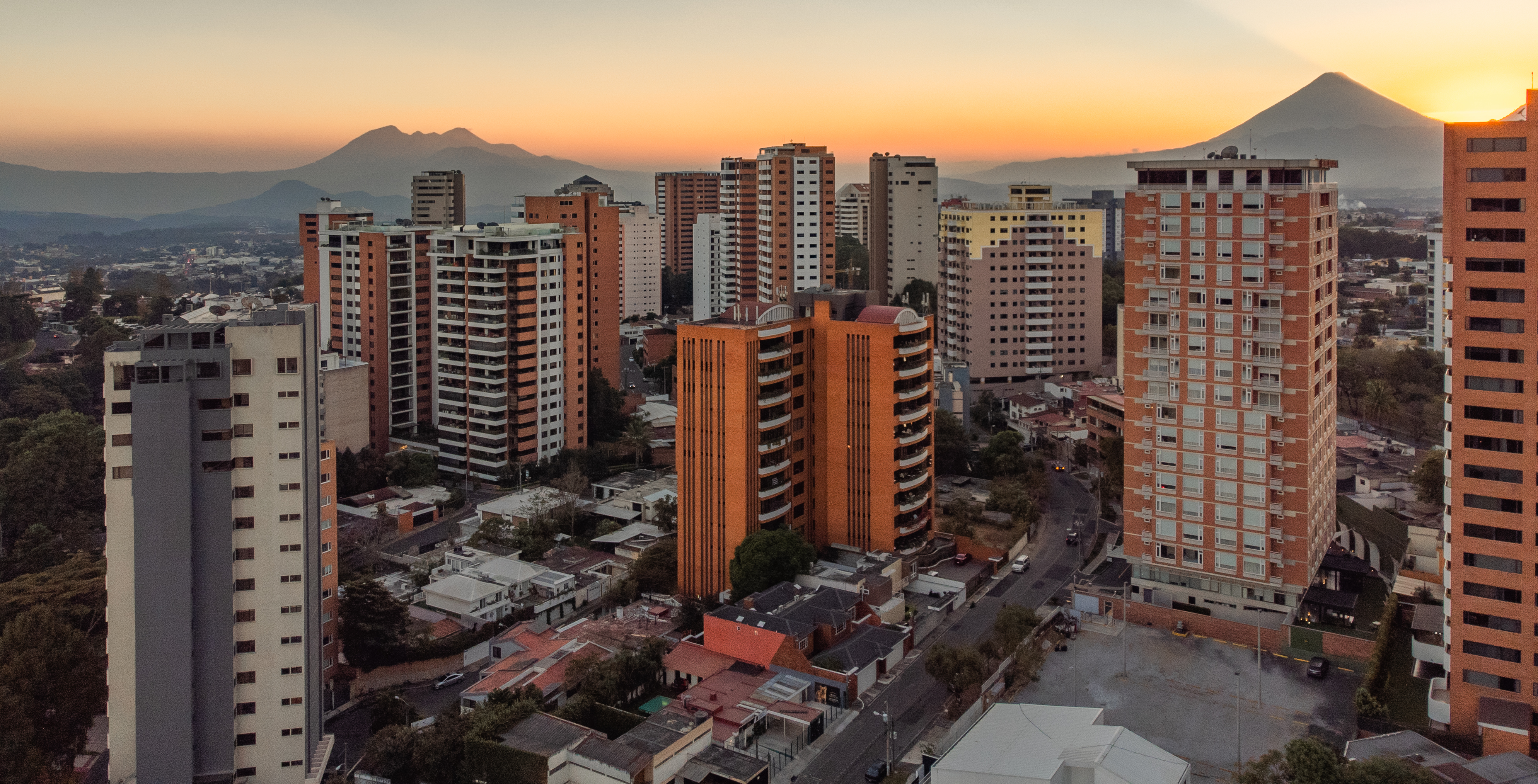
Ciudad de Guatemala.
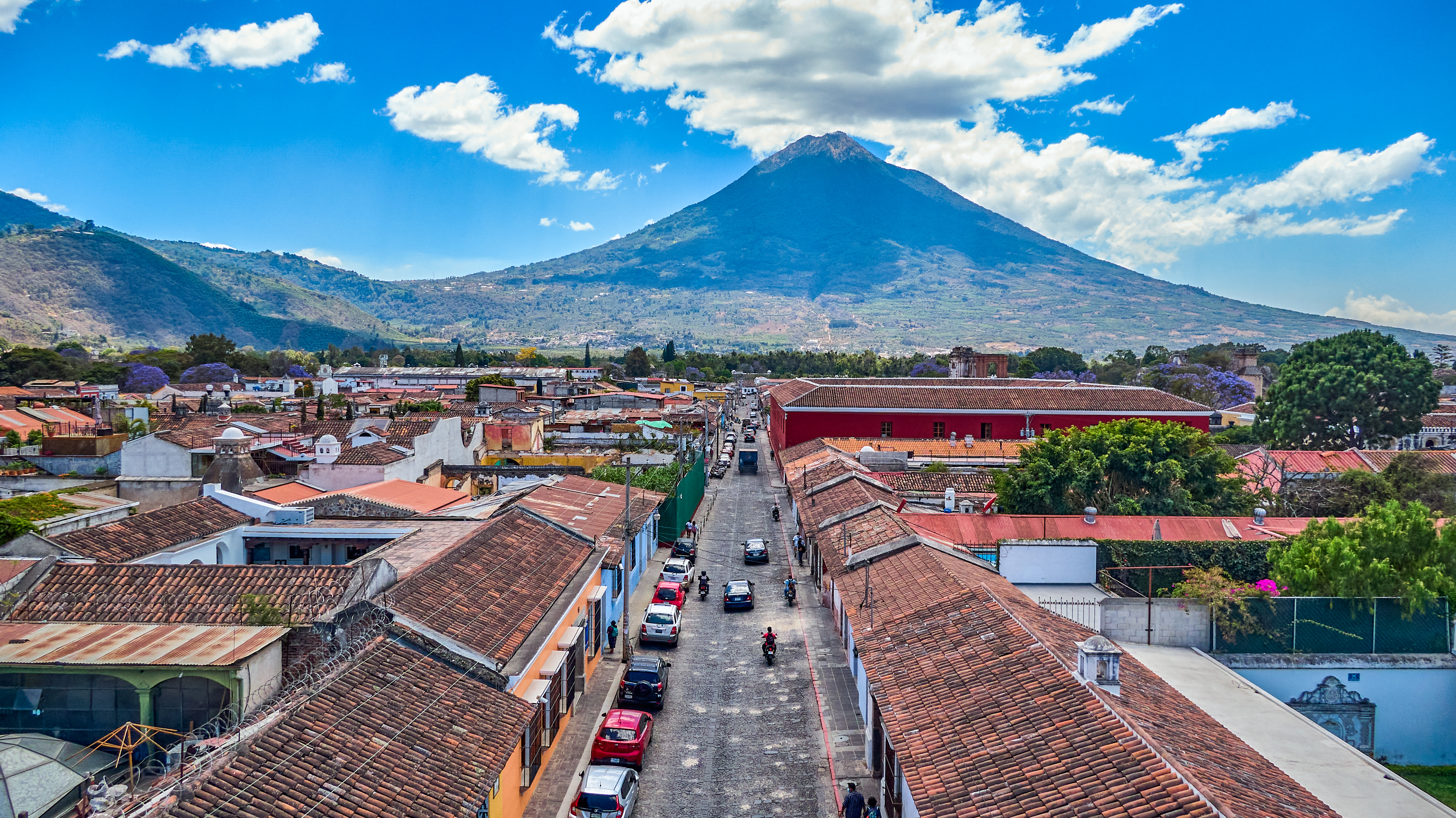
Antigua Guatemala.

- Centro histórico de la ciudad de Guatemala
- Plaza de la Constitución
- Catedral Metropolitana
- Zoológico La Aurora
- Kaminaljuyú
- Ciudad Cayalá
- Torre del Reformador
- Tikal Futura
- Paseo de la Sexta
- Museo del Ferrocarril de Guatemala
- Biblioteca Nacional de Guatemala
- Mapa en Relieve de Guatemala
- Torres Design Center
- Museo Popol Vuh
- Museo Nacional de Arqueología y Etnología de Guatemala
- Domo Polideportivo
- Zona Viva
- Zona 4
- Zona 14
- Lago Amatitlán
- Parque nacional Naciones Unidas
- Ciudad San Cristóbal
- El Frutal
- Cerro de la Cruz
- Palacio de los Capitanes Generales
- Ayuntamiento de Antigua Guatemala
- Arco de Santa Catalina
- Catedral de San José
- Iglesia y convento de las Capuchinas
- Complejo Arquitectónico de La Recolección
- Iglesia de San Francisco
- Iglesia de La Merced
- Colegio Compañía de Jesús
- Convento de Santo Domingo
- Iglesia Escuela de Cristo
- Iglesia de Nuestra Señora del Carmen
- Ciudad Vieja
- Hotel Casa Santo Domingo
- Volcán de Agua
- Volcán de Fuego

### Altiplano y la cultura maya

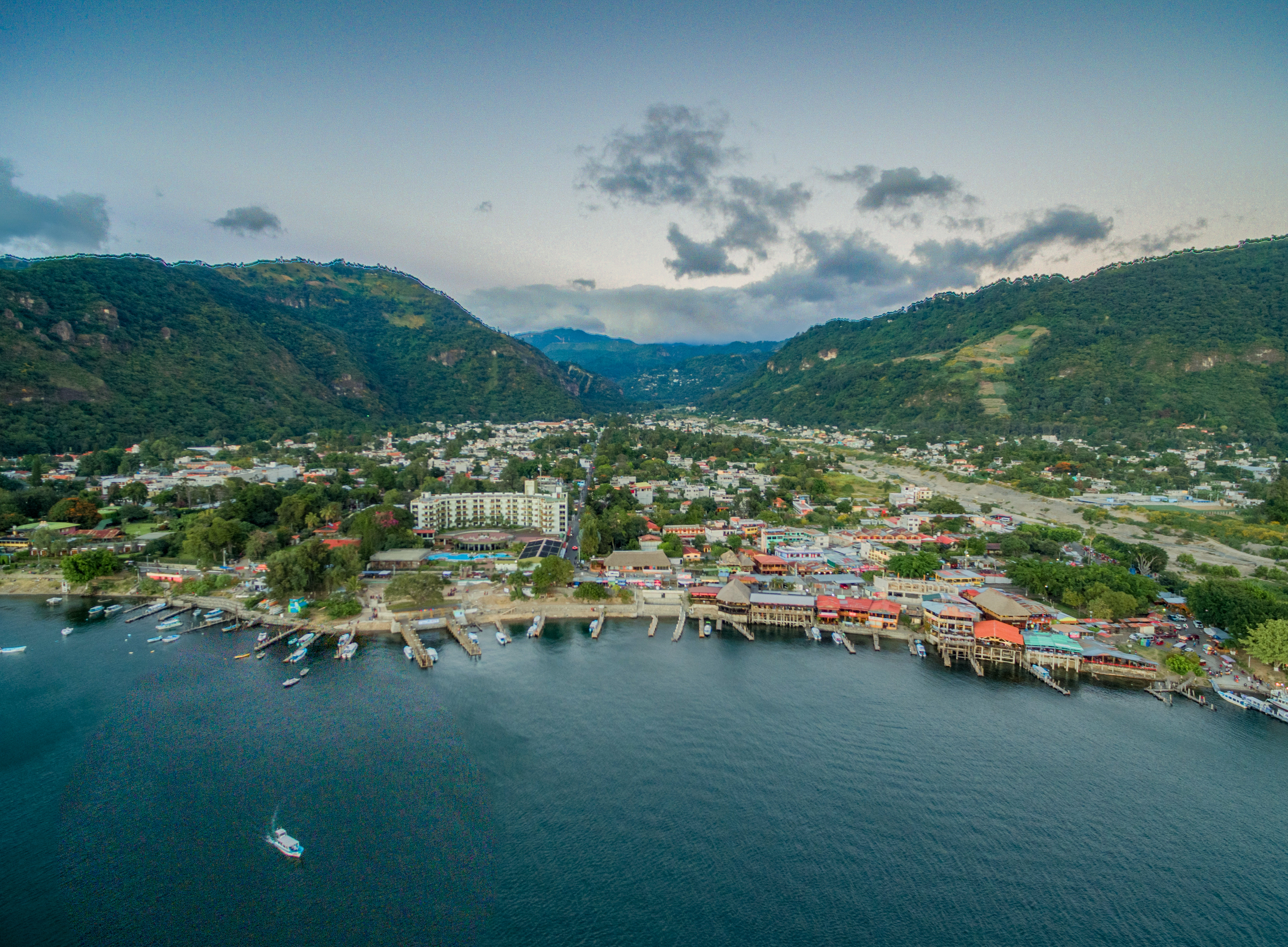
Panajachel
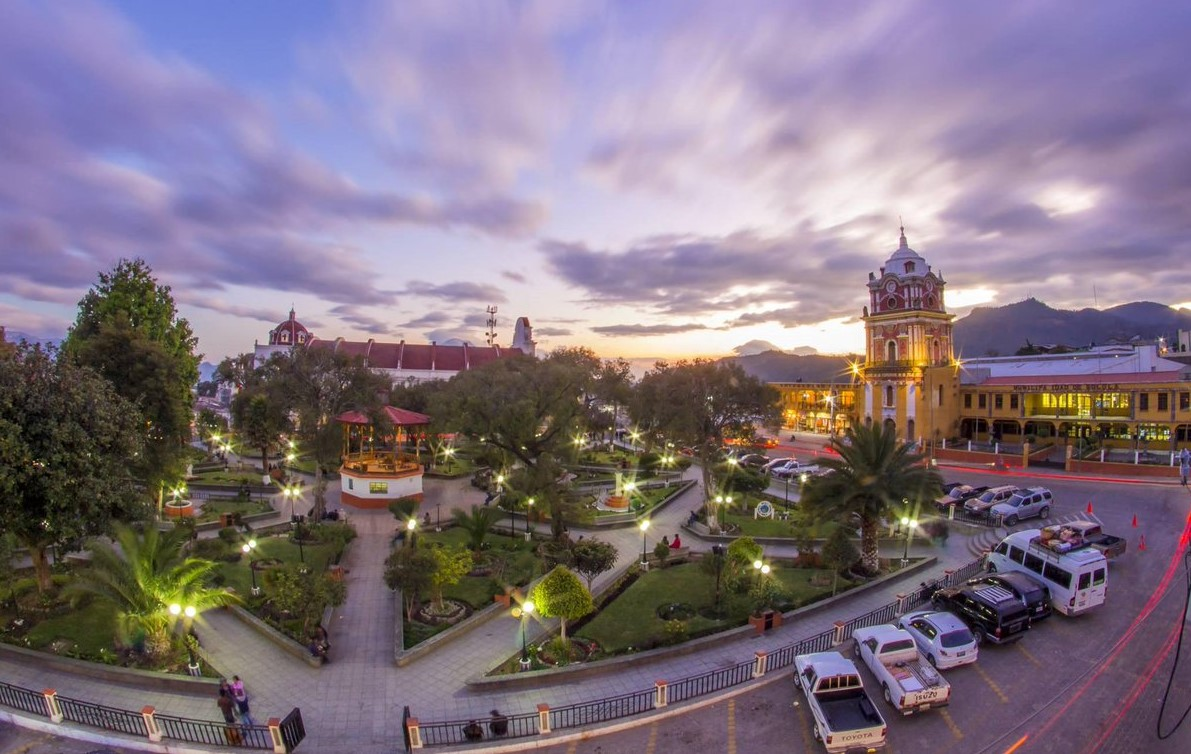
Sololá.
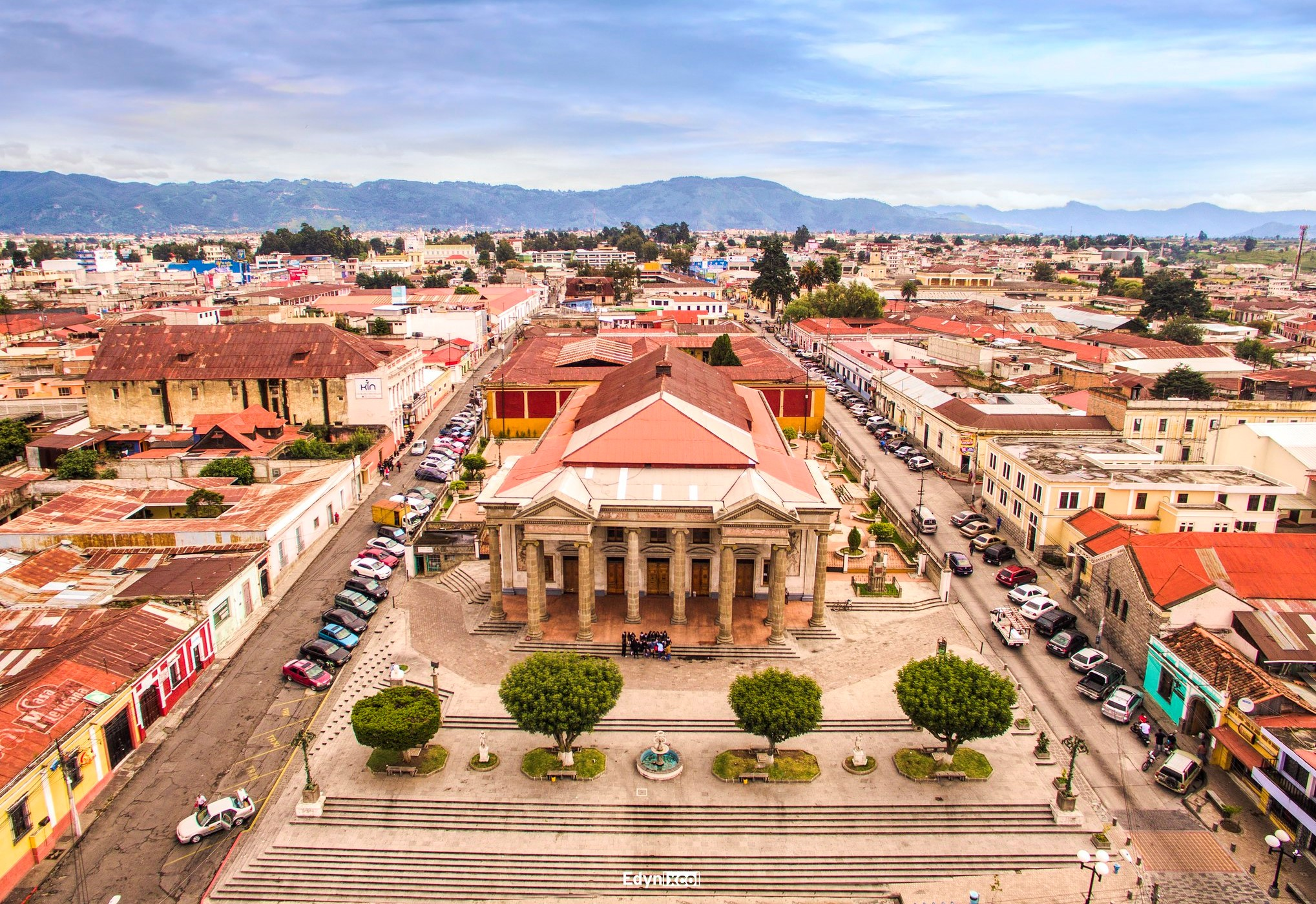
Quetzaltenango
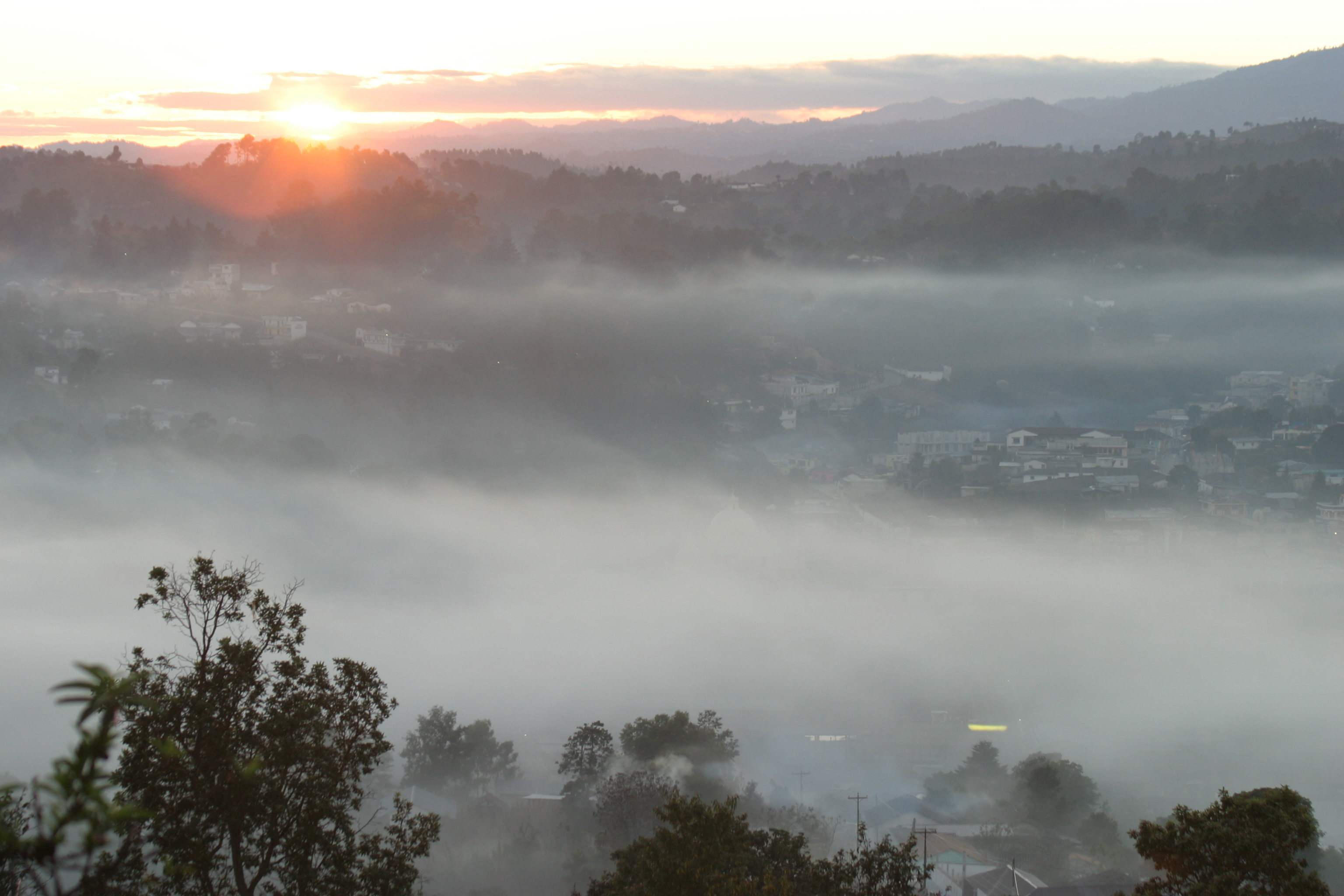
Momostenango

- Chichicastenango
- Panajachel
- Lago de Atitlán
- Quetzaltenango
- Almolonga
- Cobán
- Salcajá
- San Andrés Xecul
- San Pedro Carchá
- Cerro El Baúl
- San Marcos
- Mixco Viejo
- San Pedro La Laguna
- Santa Catarina Palopó
- San Juan La Laguna
- San Lucas Tolimán
- Huehuetenango
- Sierra de los Cuchumatanes
- Nentón
- Santa Cruz del Quiché
- Nebaj
- Totonicapán
- Todos Santos Cuchumatán
- San Francisco El Alto

### El Mundo maya

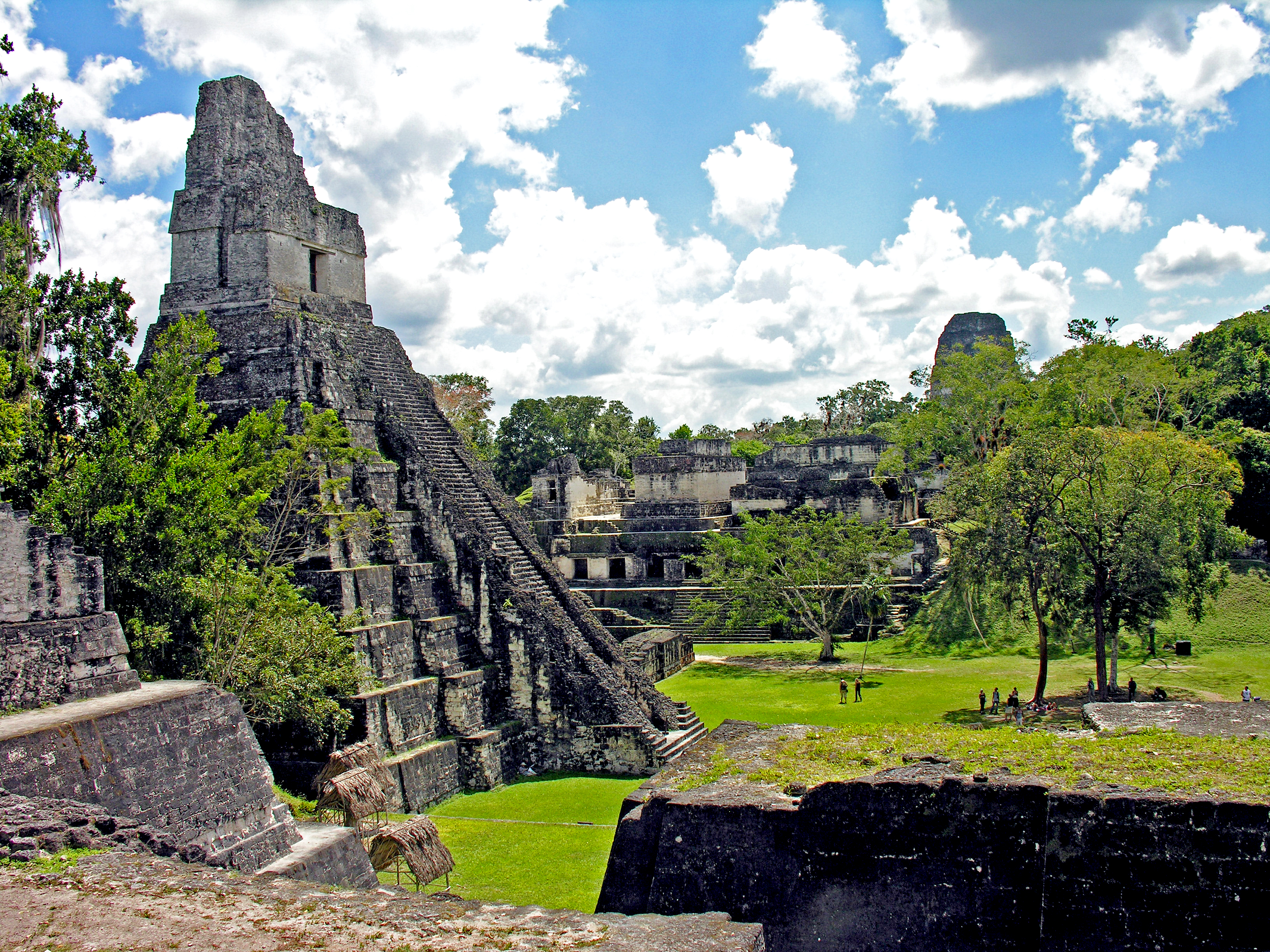
Petén.
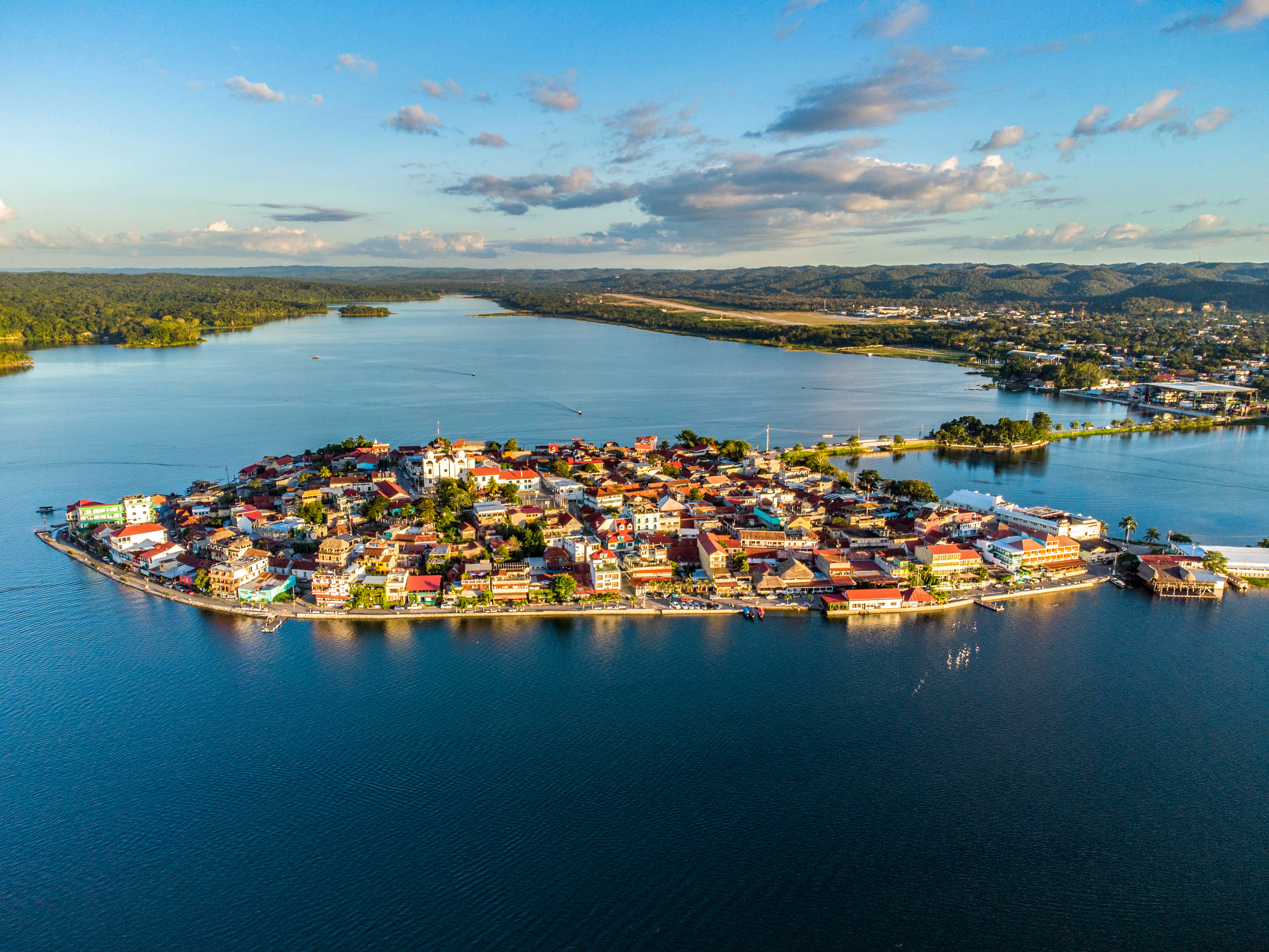
Flores.
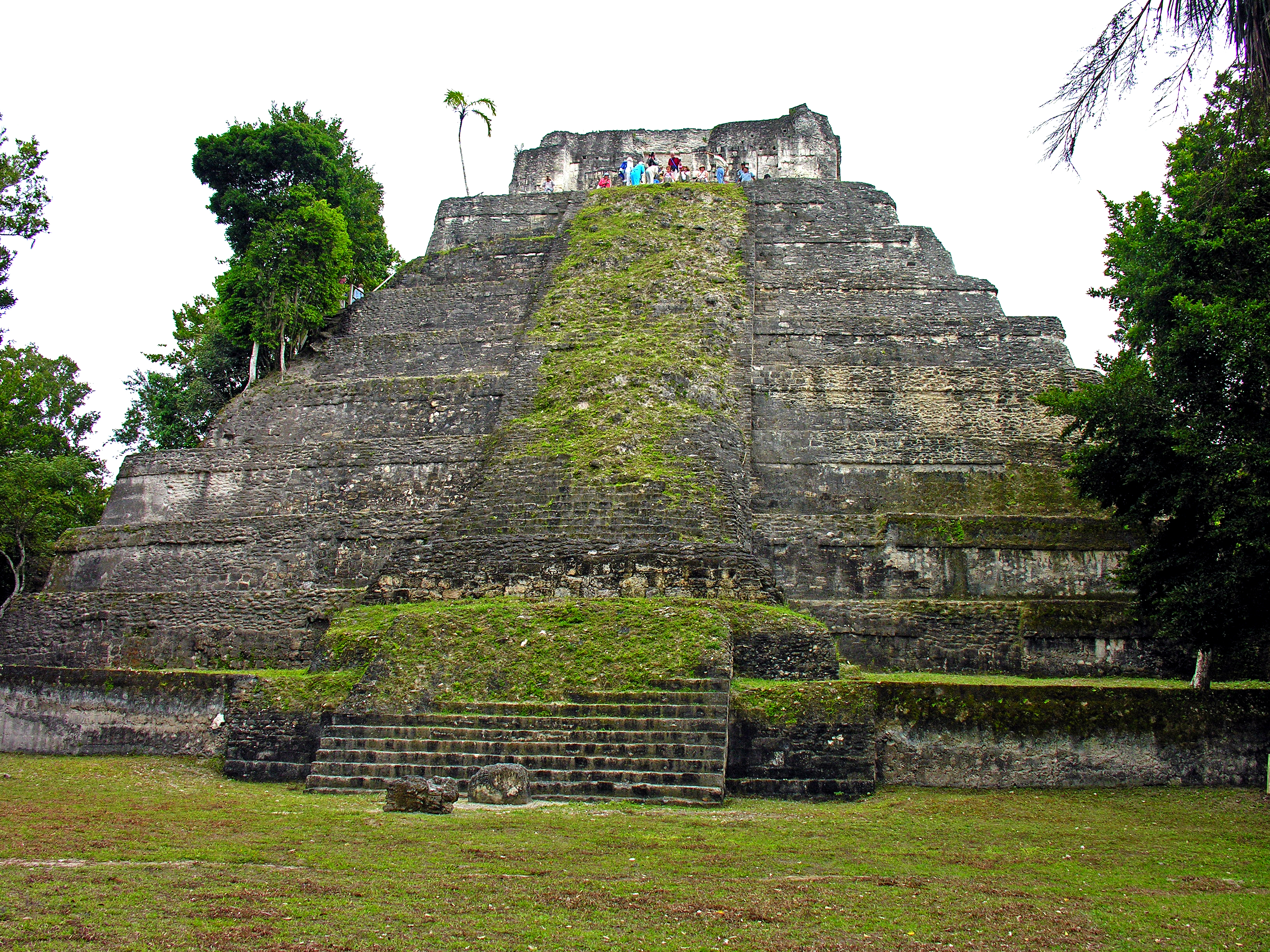
Yaxhá.

- El Mirador
- Nakbé
- Dos Pilas
- Tikal
- Ceibal
- San Bartolo
- Uaxactún
- Piedras Negras
- Aguateca
- Tayasal
- Ixkún
- Ixtutz
- El Zotz
- Ixlú
- La Blanca
- Machaquilá
- Motul de San José
- La Muerta
- Naj Tunich
- Nakum
- Sacul
- Cancuén
- Ucanal
- El Perú
- Zapote Bobal
- San Andrés
- La Libertad
- Pirámide de La Danta

### El Caribe guatemalteco

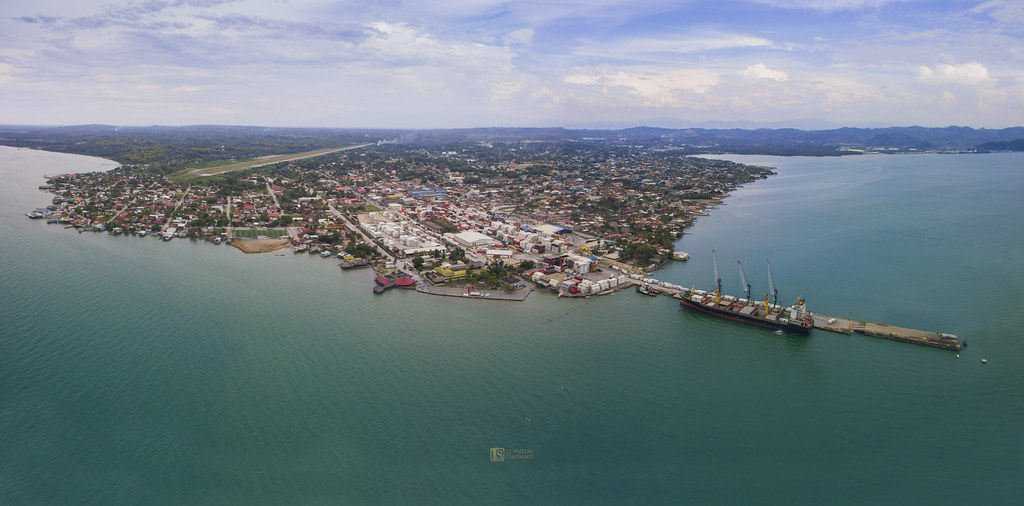
Puerto Barrios.
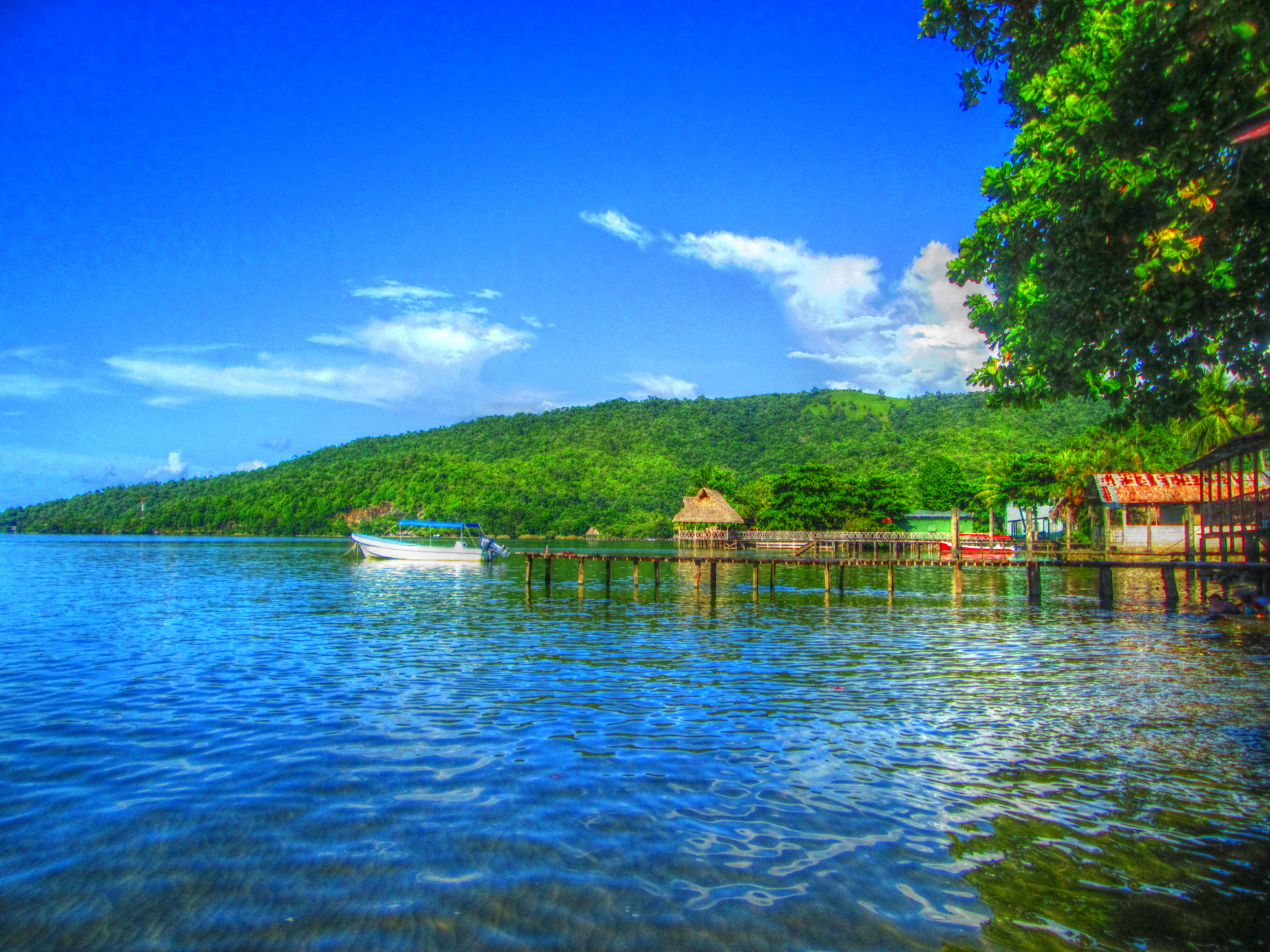
Izabal.
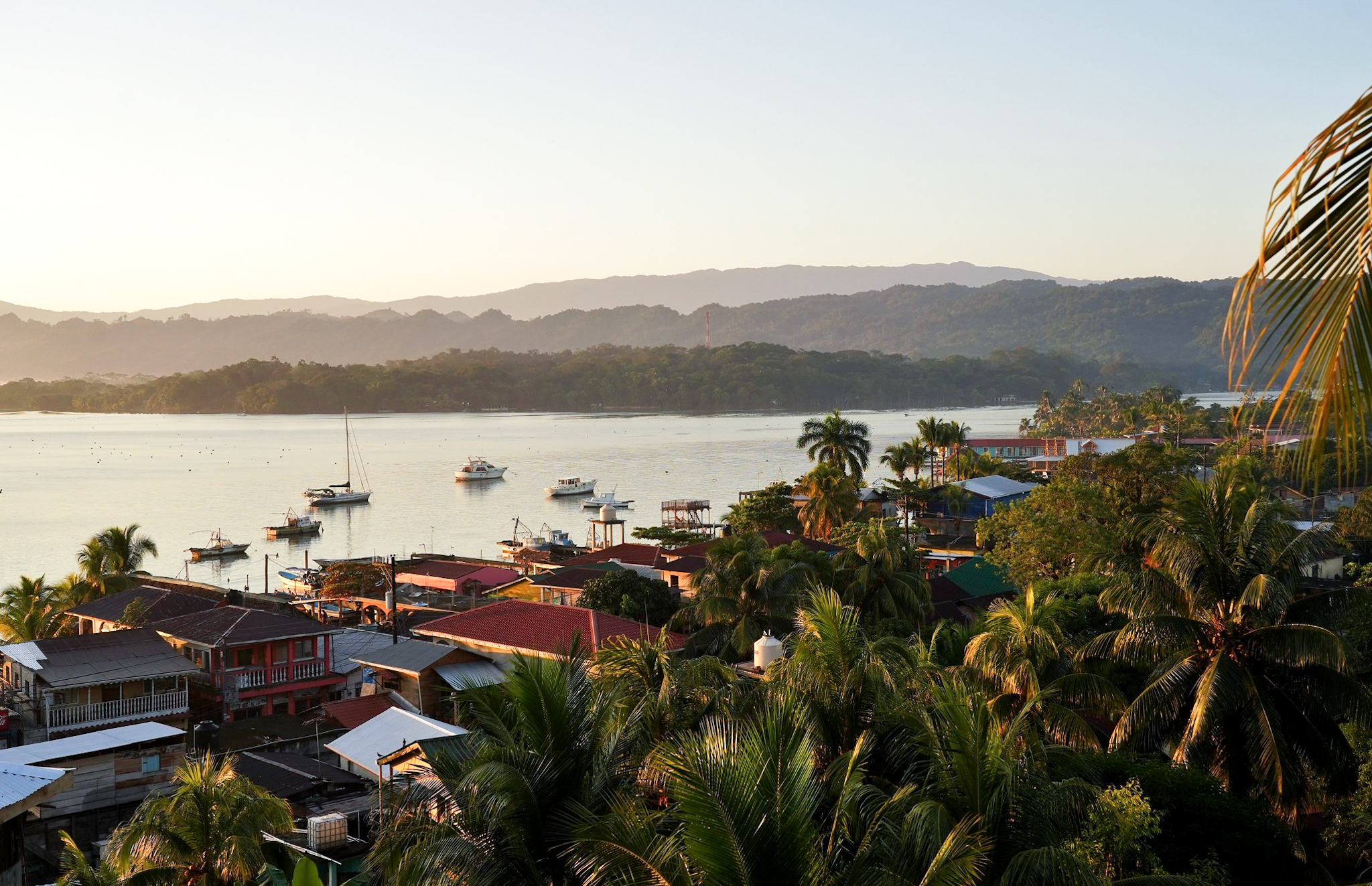
Livingston.

- Castillo de San Felipe de Lara
- Santo Tomás de Castilla
- Cerro San Gil
- Punta de Manabique
- Playa Blanca
- Parque nacional Río Dulce
- Quiriguá
- Lago de Izabal

### Las Verapaces

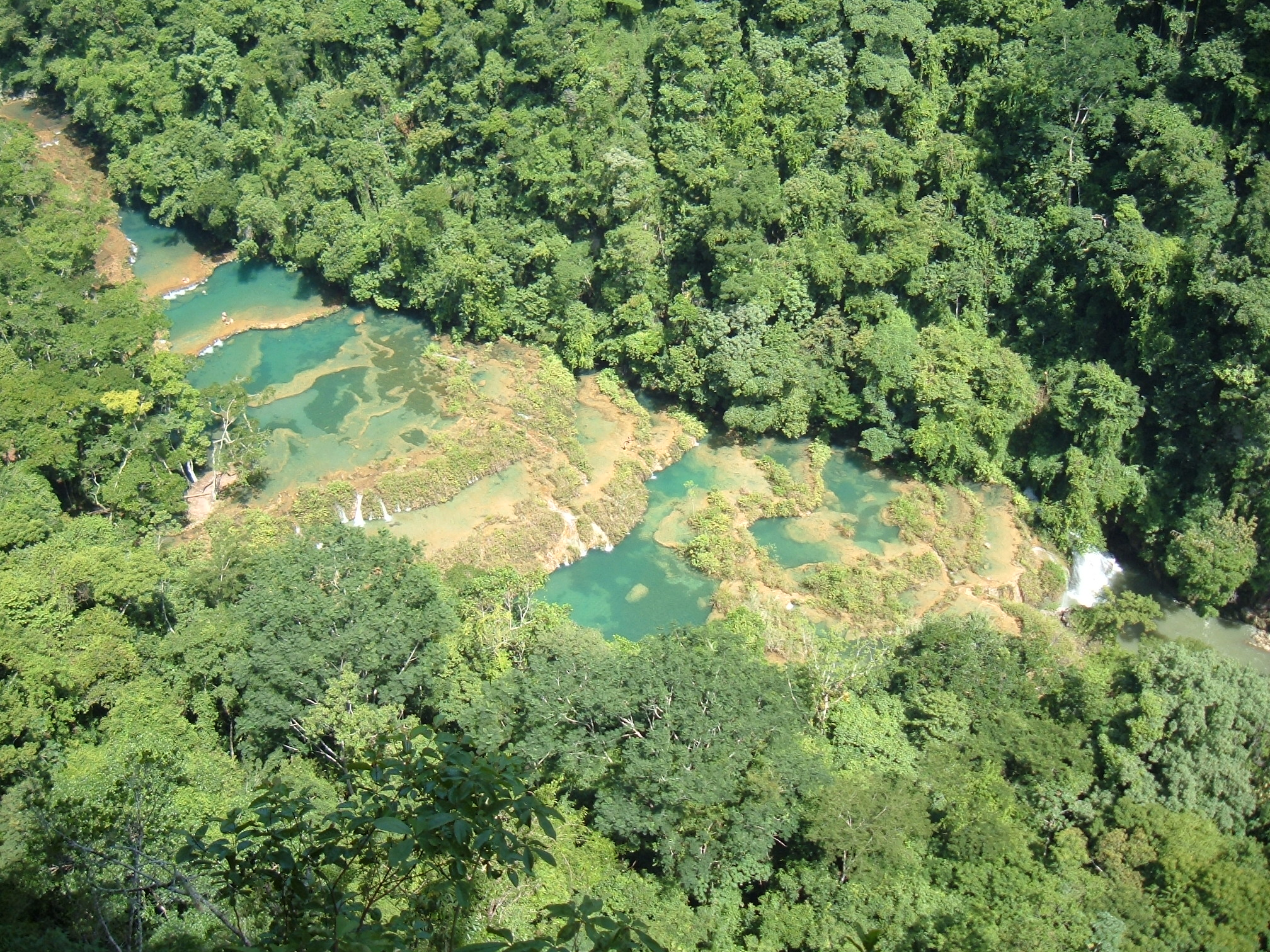
Alta Verapaz.
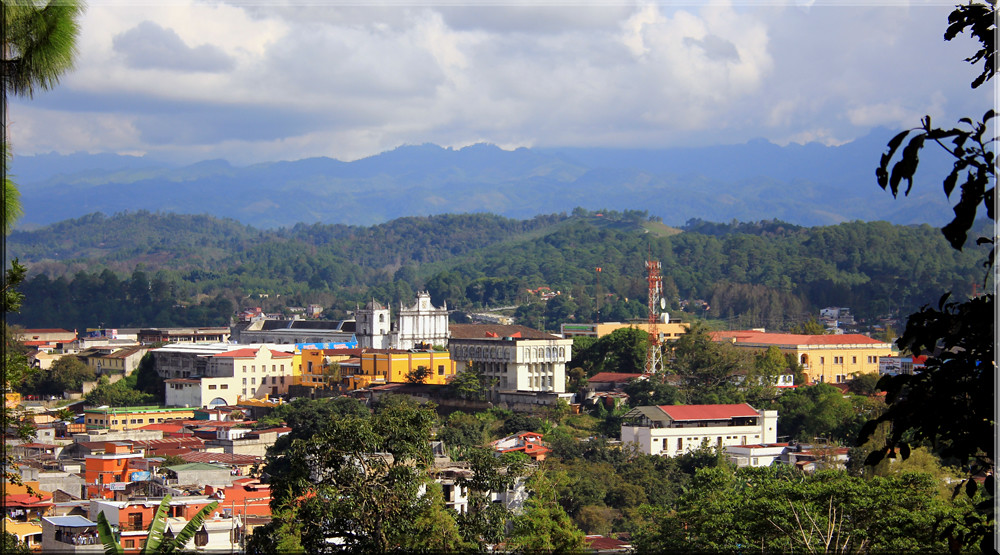
Cobán.
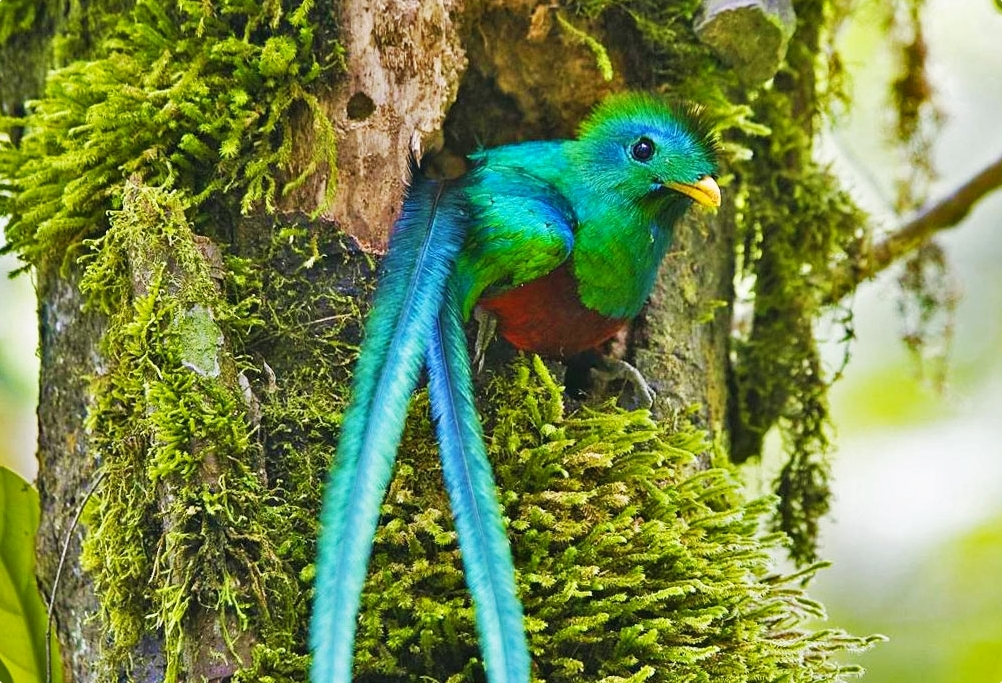
Baja Verapaz.

- Cobán
- Semuc Champey
- Parque nacional Grutas de Lanquín
- San Pedro Carchá
- Biotopo del Quetzal
- Laguna Lachuá
- Catedral de Santo Domingo
- Río Cahabón
- San Cristóbal Verapaz
- Lanquín
- Senahú
- Tamahú

### Oriente guatemalteco

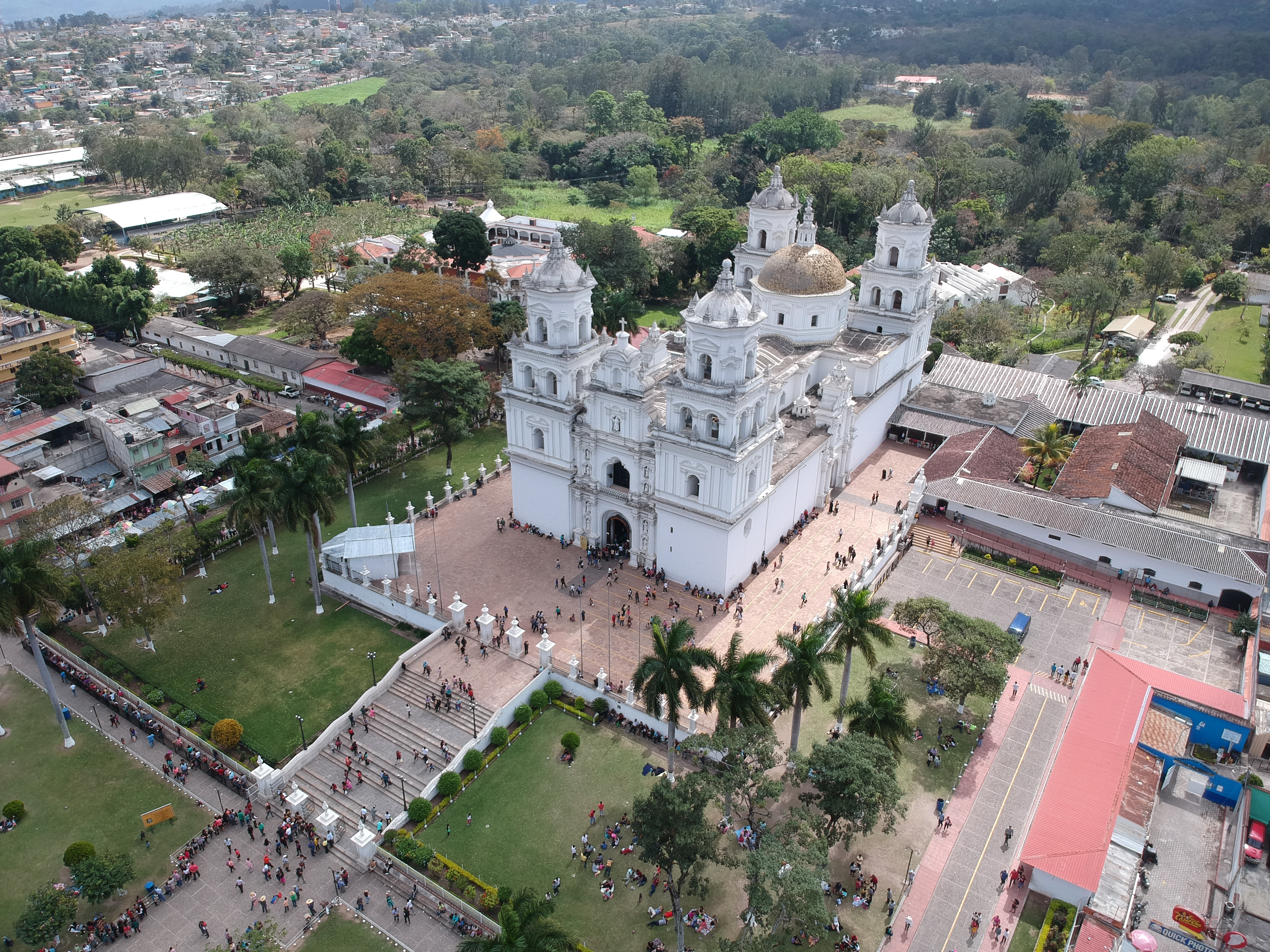
Esquipulas.
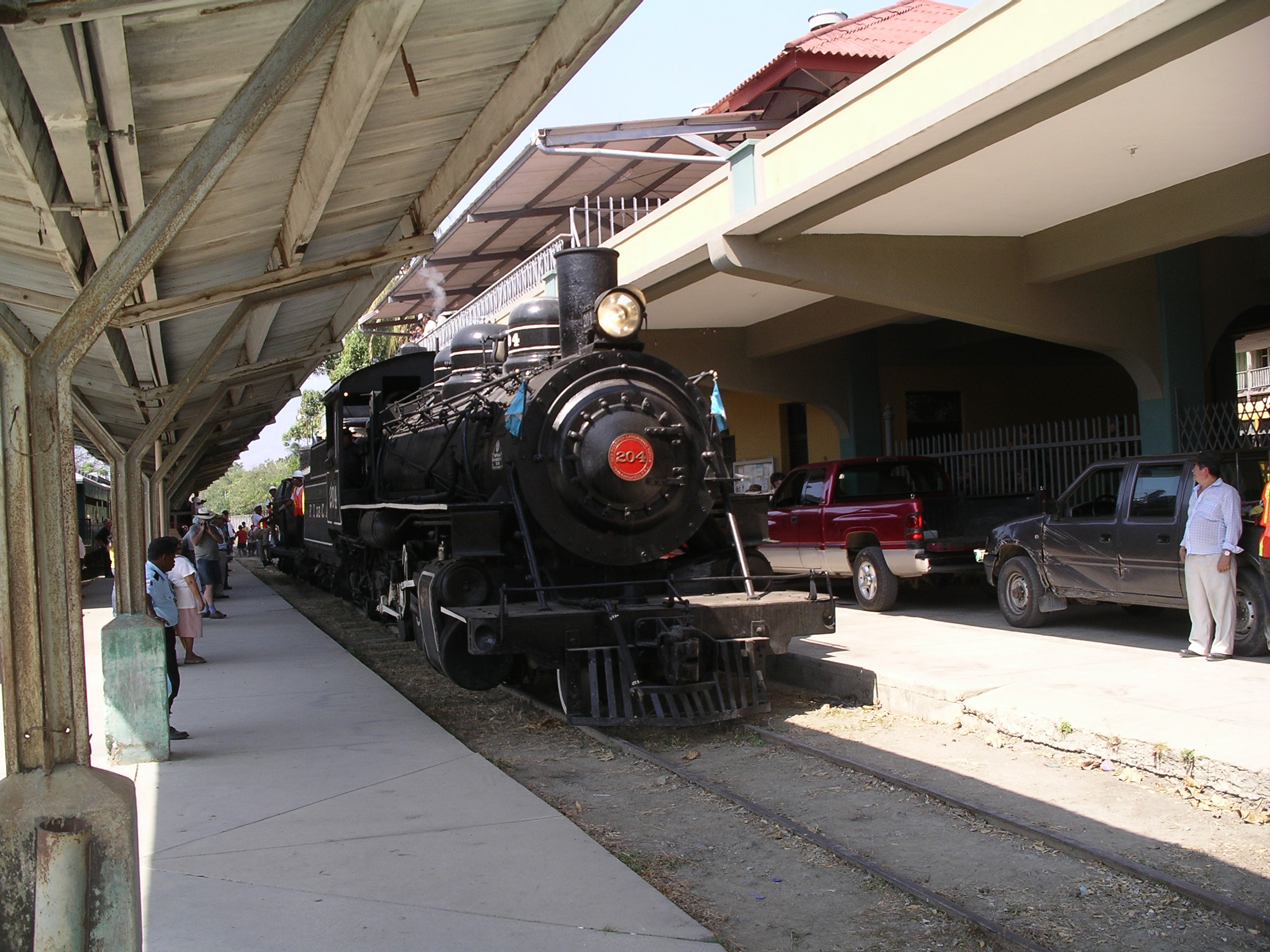
Zacapa.
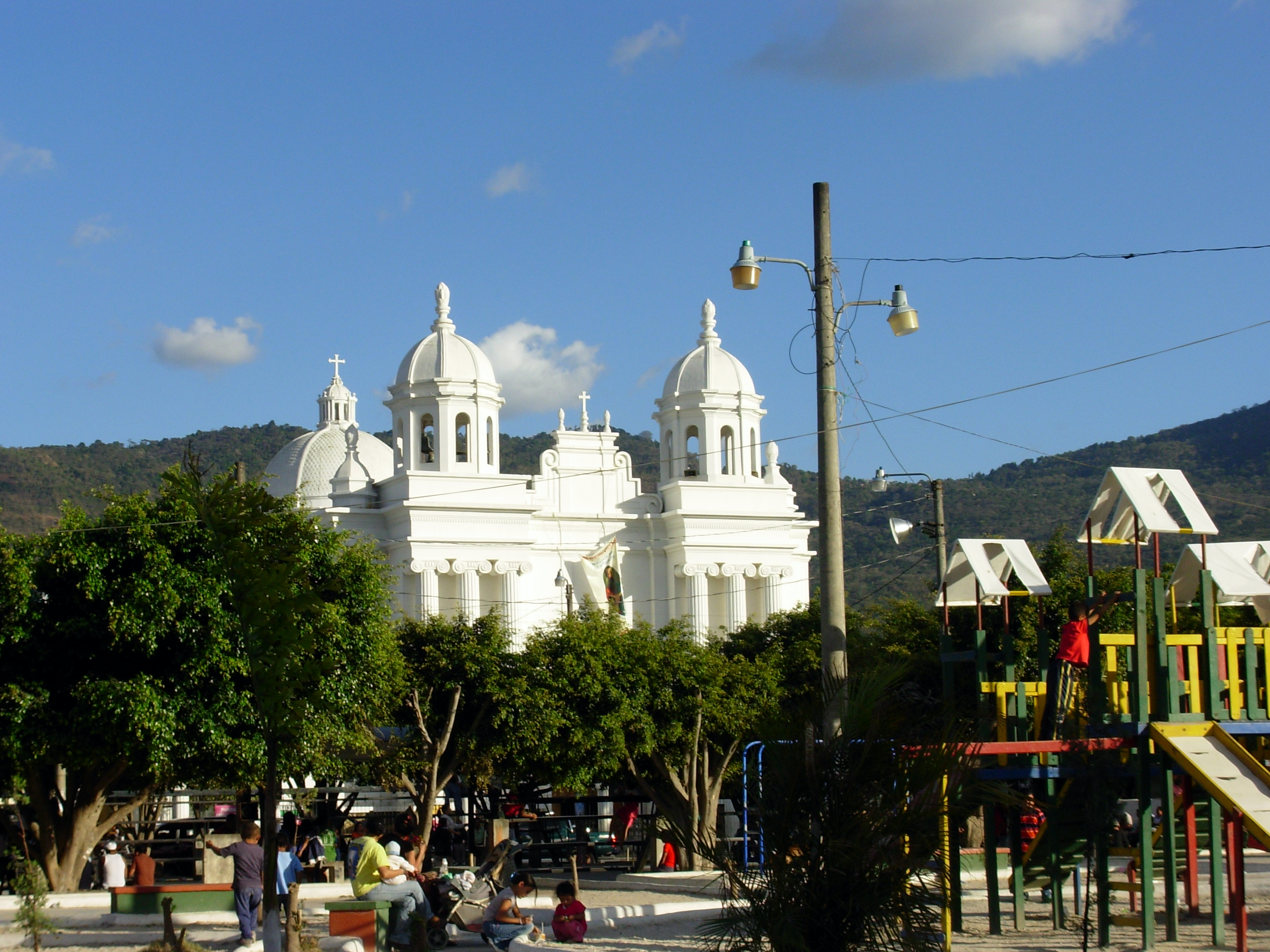
Nueva Santa Rosa.

- Chiquimula
- Ipala
- Catedral basílica de Esquipulas
- Jalapa
- Mataquescuintla
- San Luis Jilotepeque
- Laguna El Pino
- Laguna de Ixpaco
- Agua Blanca
- San José Acatempa
- Jutiapa
- Zacapa

### El Pacífico

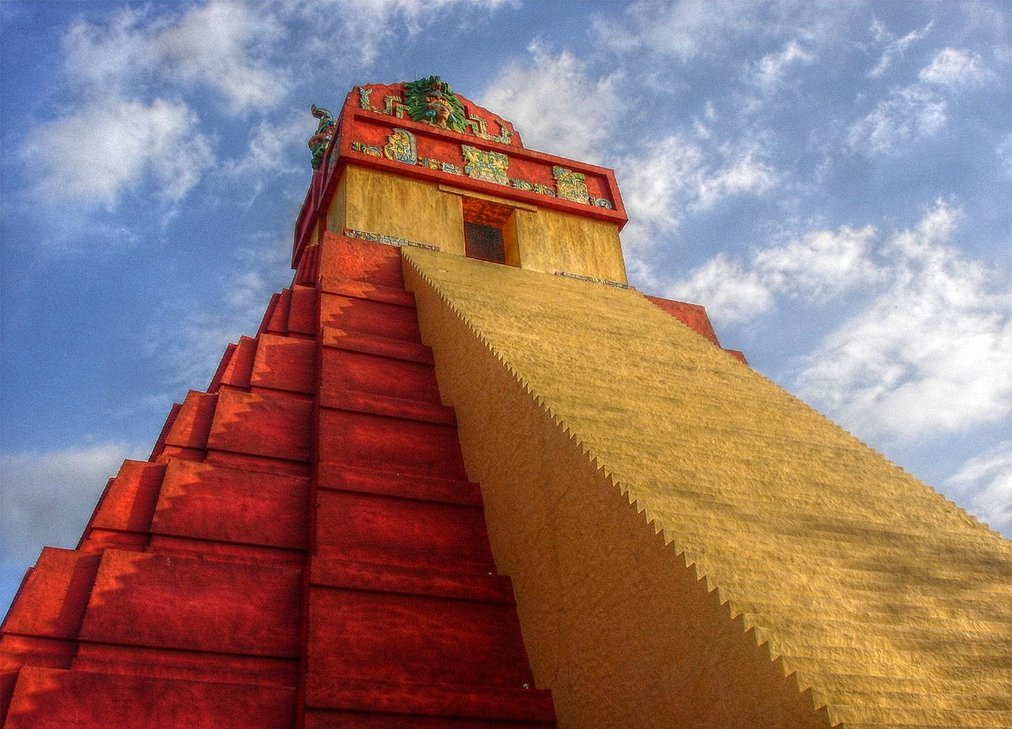
Xetulul.
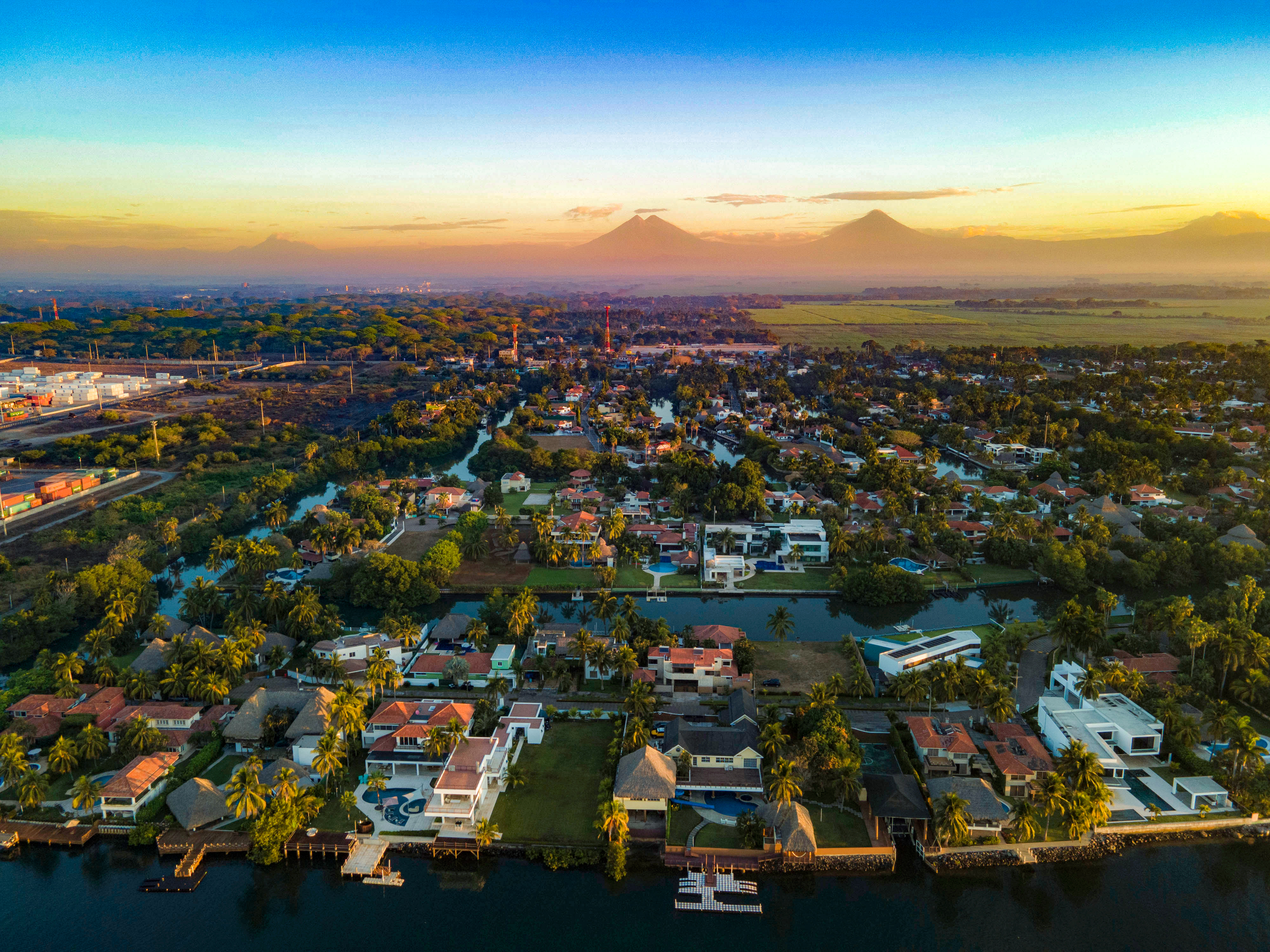
Puerto Quetzal.
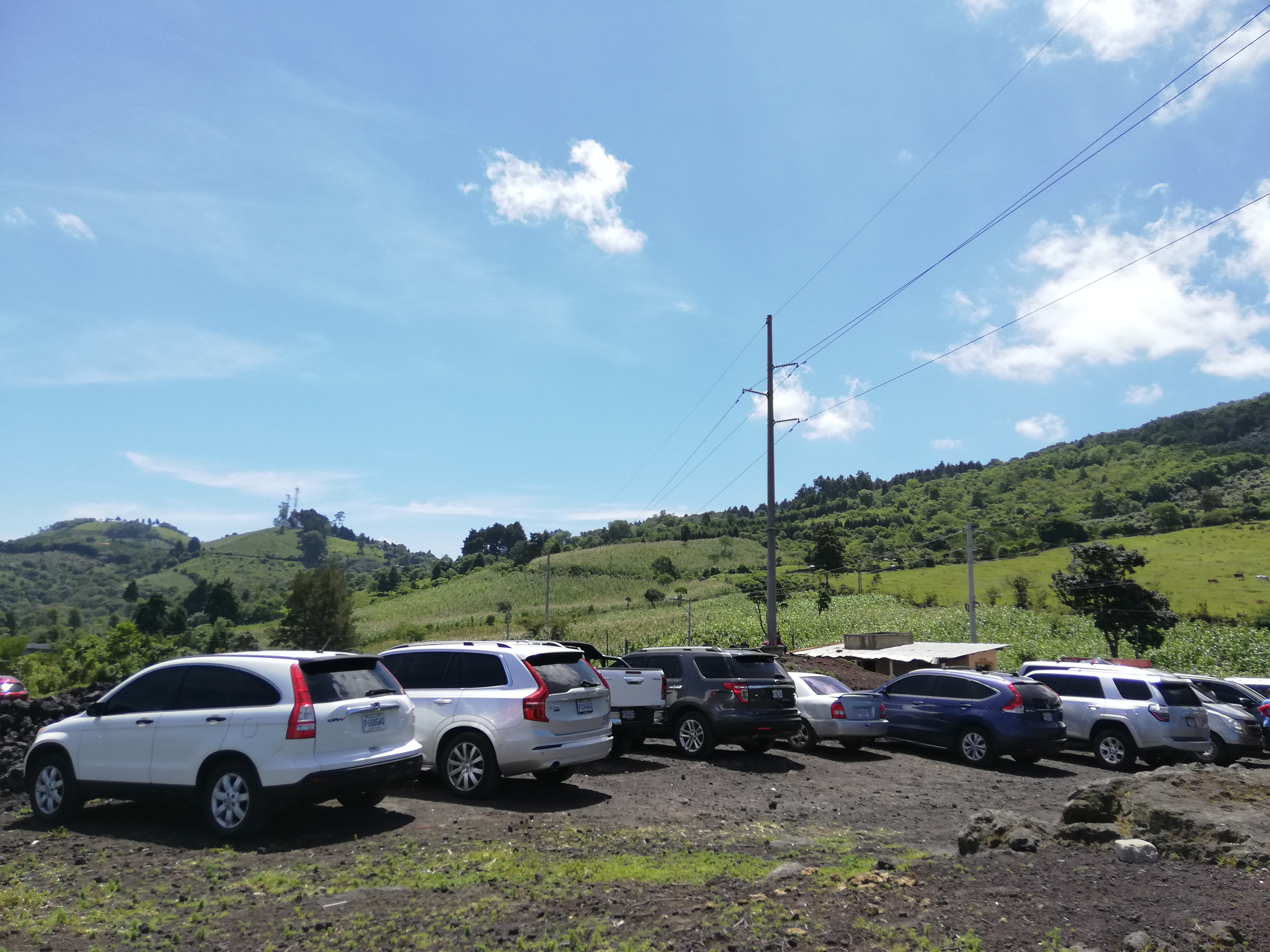
Parque Nacional Volcán Pacaya.

- Puerto San José
- Takalik Abaj
- Xetulul
- Xocomil
- Auto Safari Chapin
- Monterrico
- Champerico
- Volcán de Pacaya

### Volcanes y lagos de Guatemala

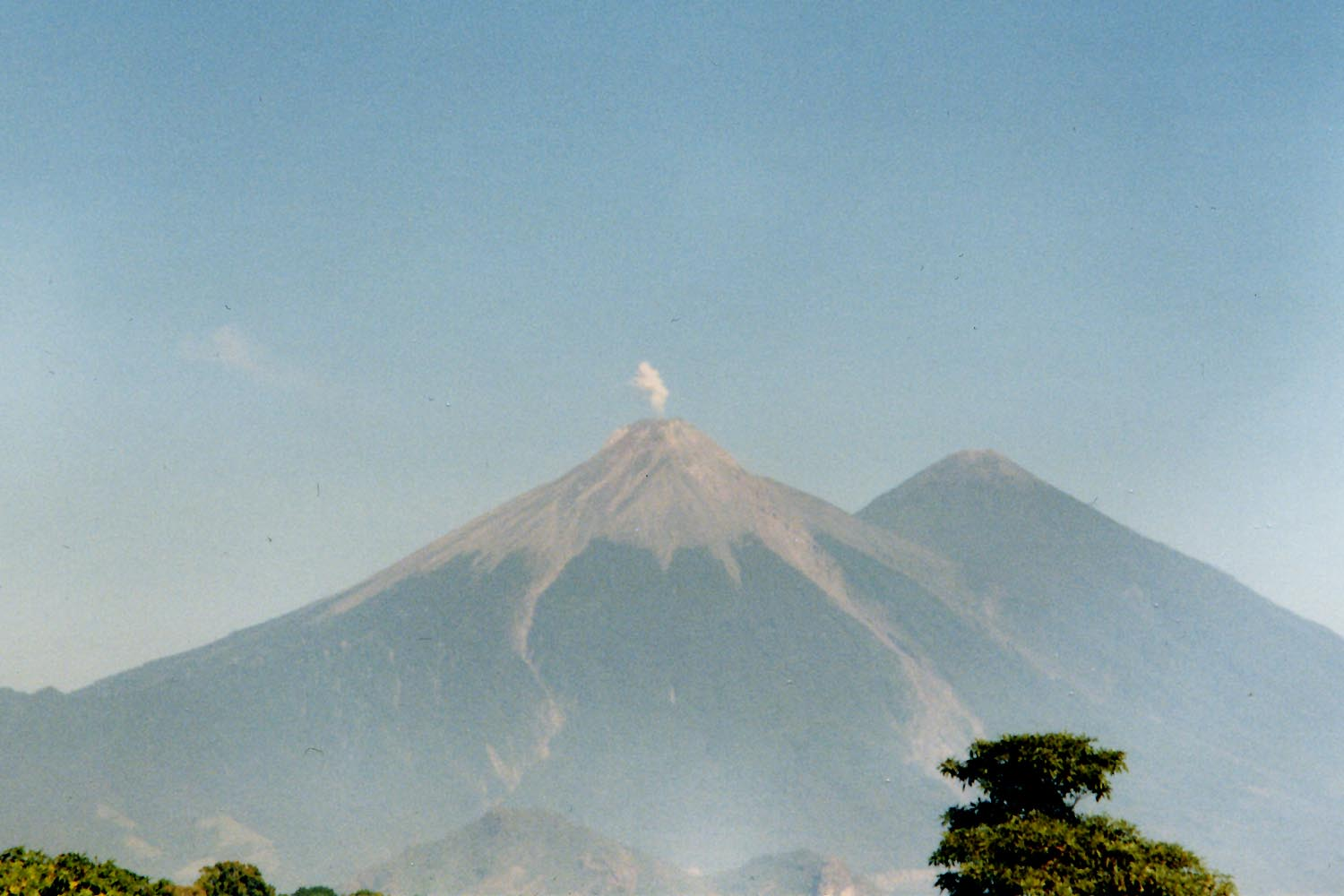
Volcán Acatenango.
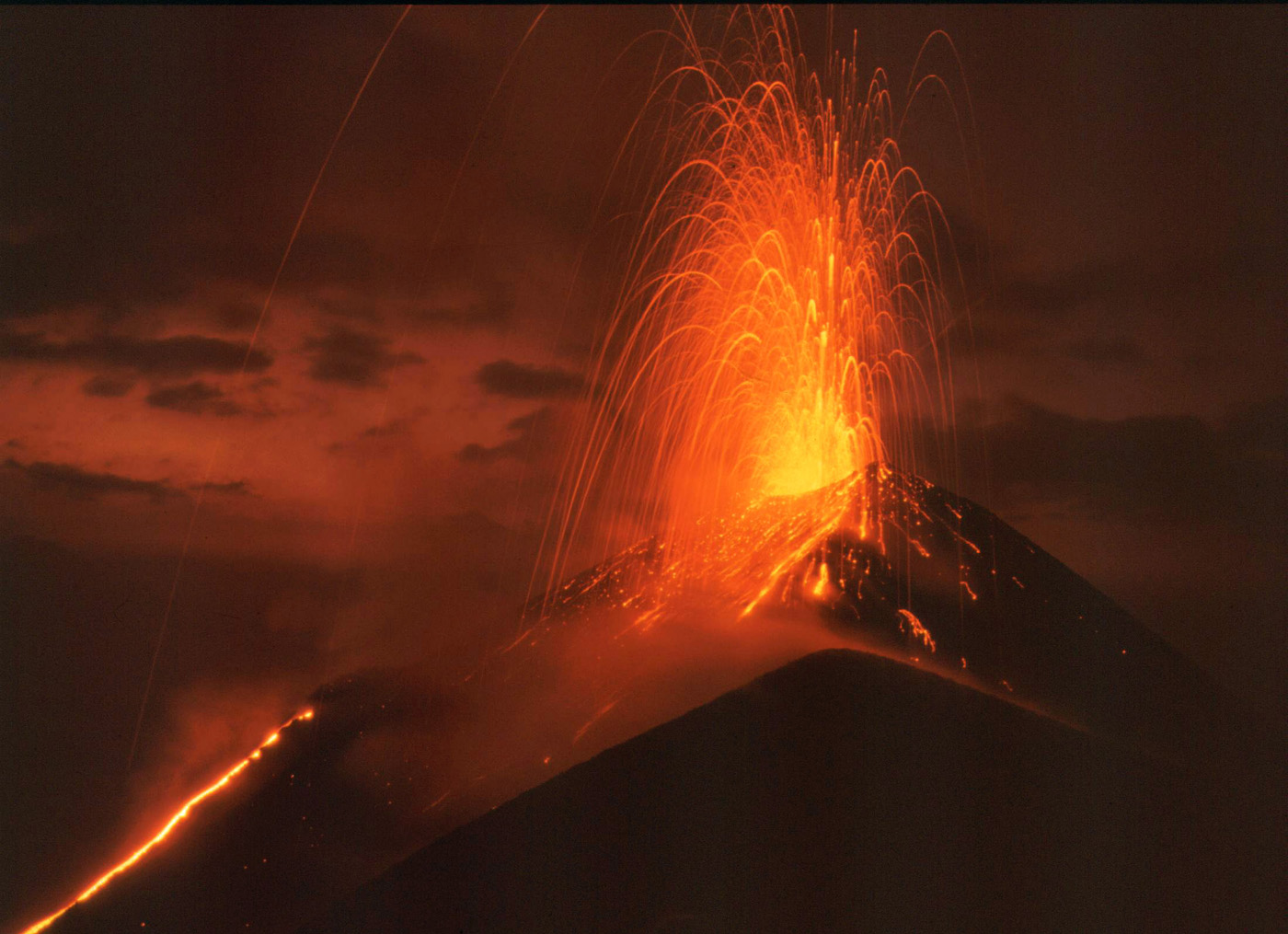
Volcán de Pacaya.
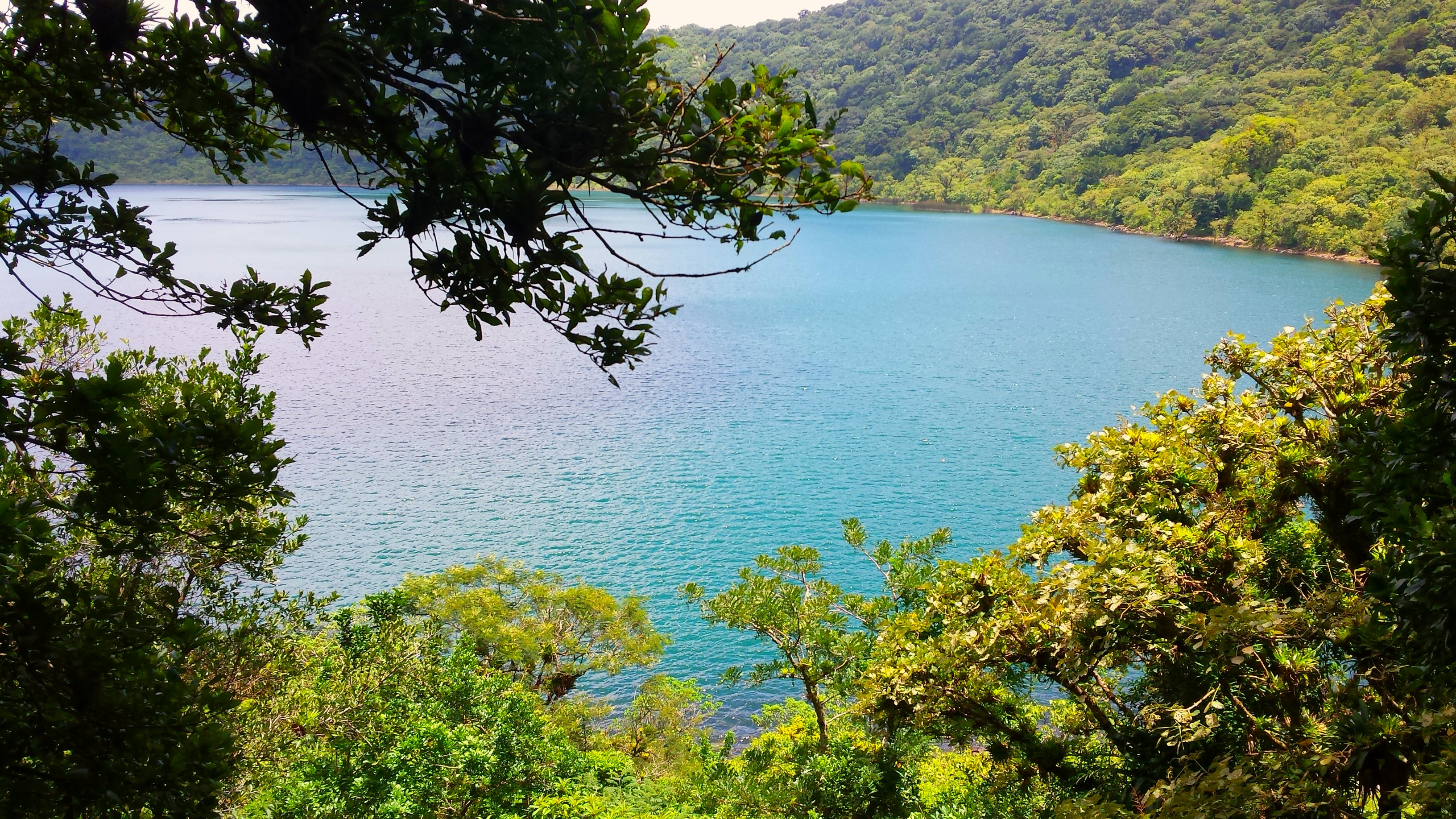
La Laguna de Ipala dentro del Volcán de Ipala.
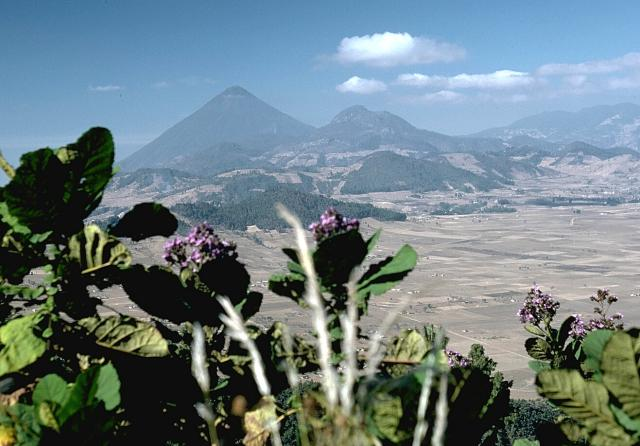
Volcán de Cerro Quemado.
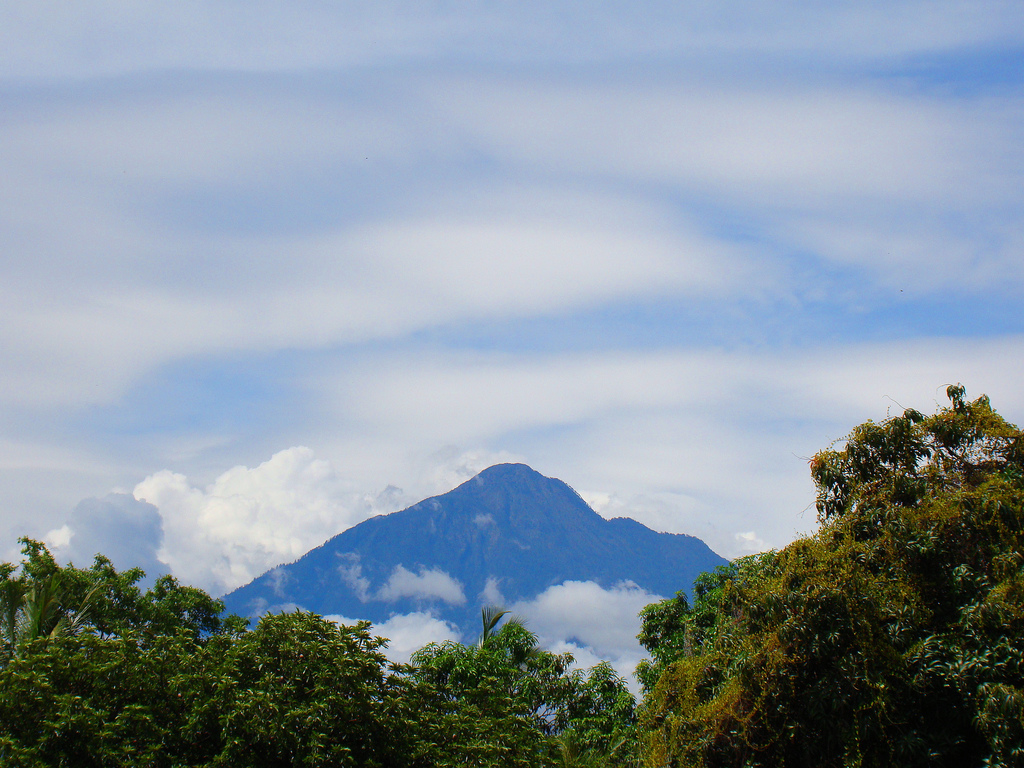
Volcán Tacaná.
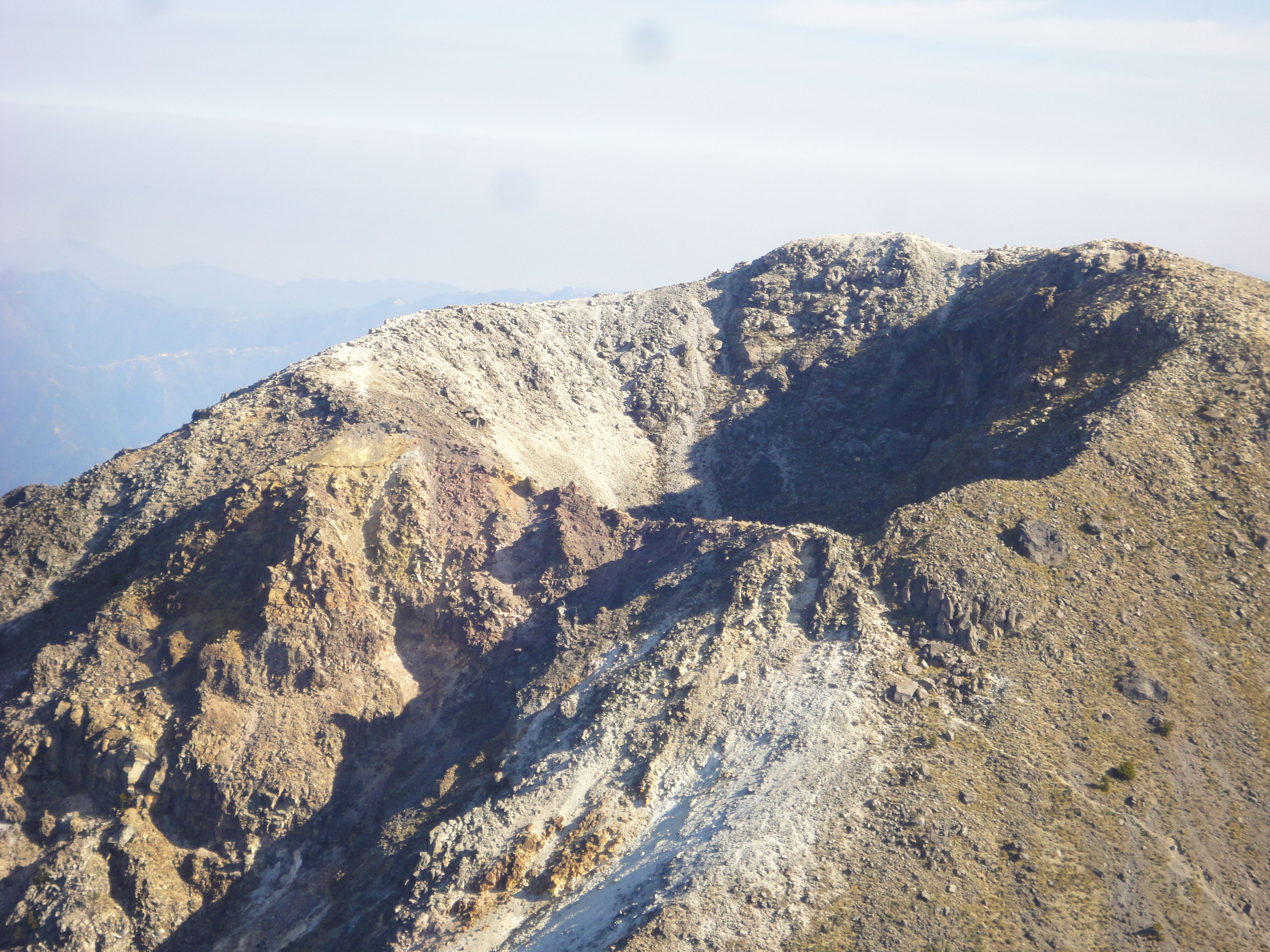
Volcán Tajumulco.
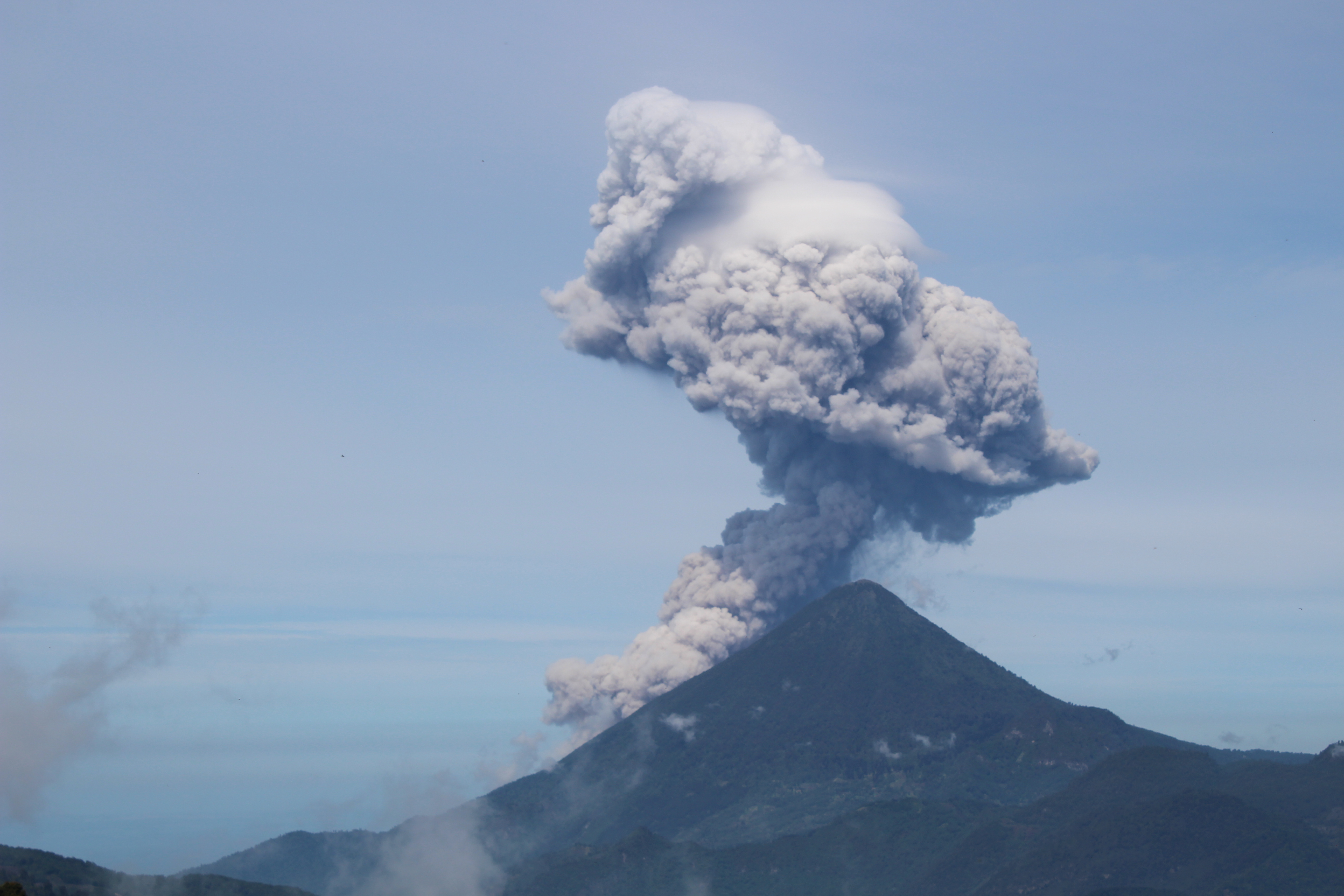
Volcán Santiaguito.
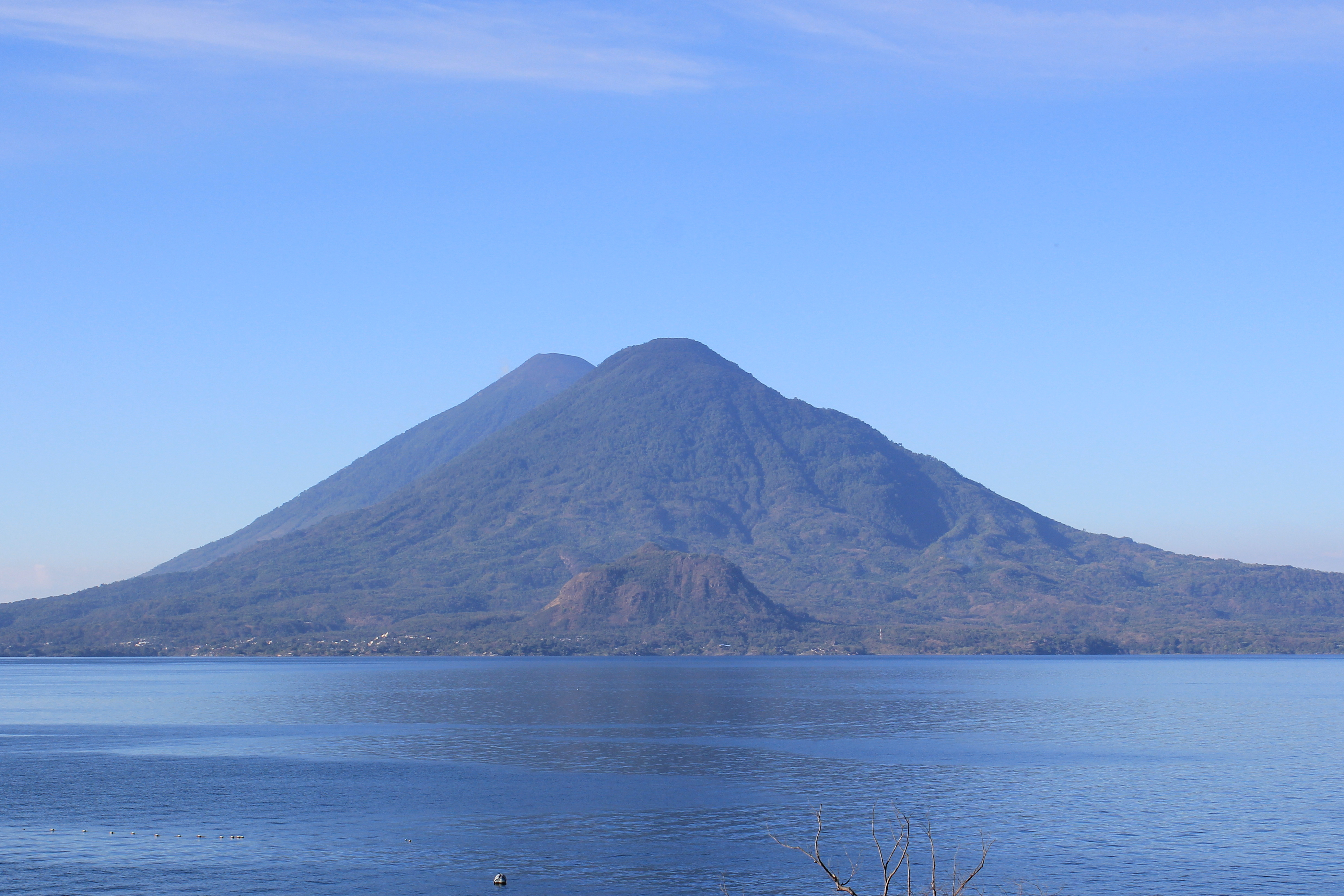
Volcán de Atitlán.
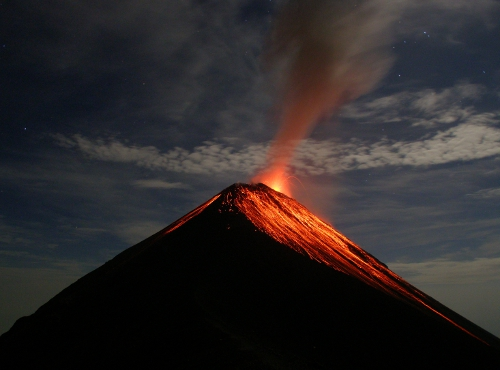
Volcán de Fuego.
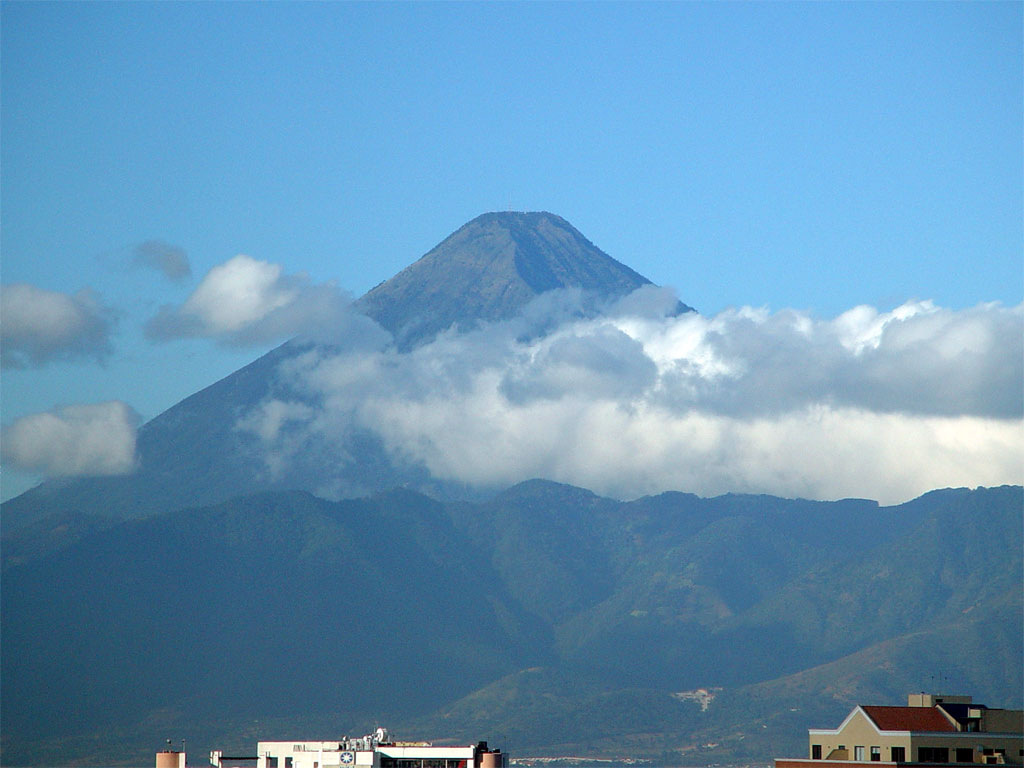
Volcán de Agua.

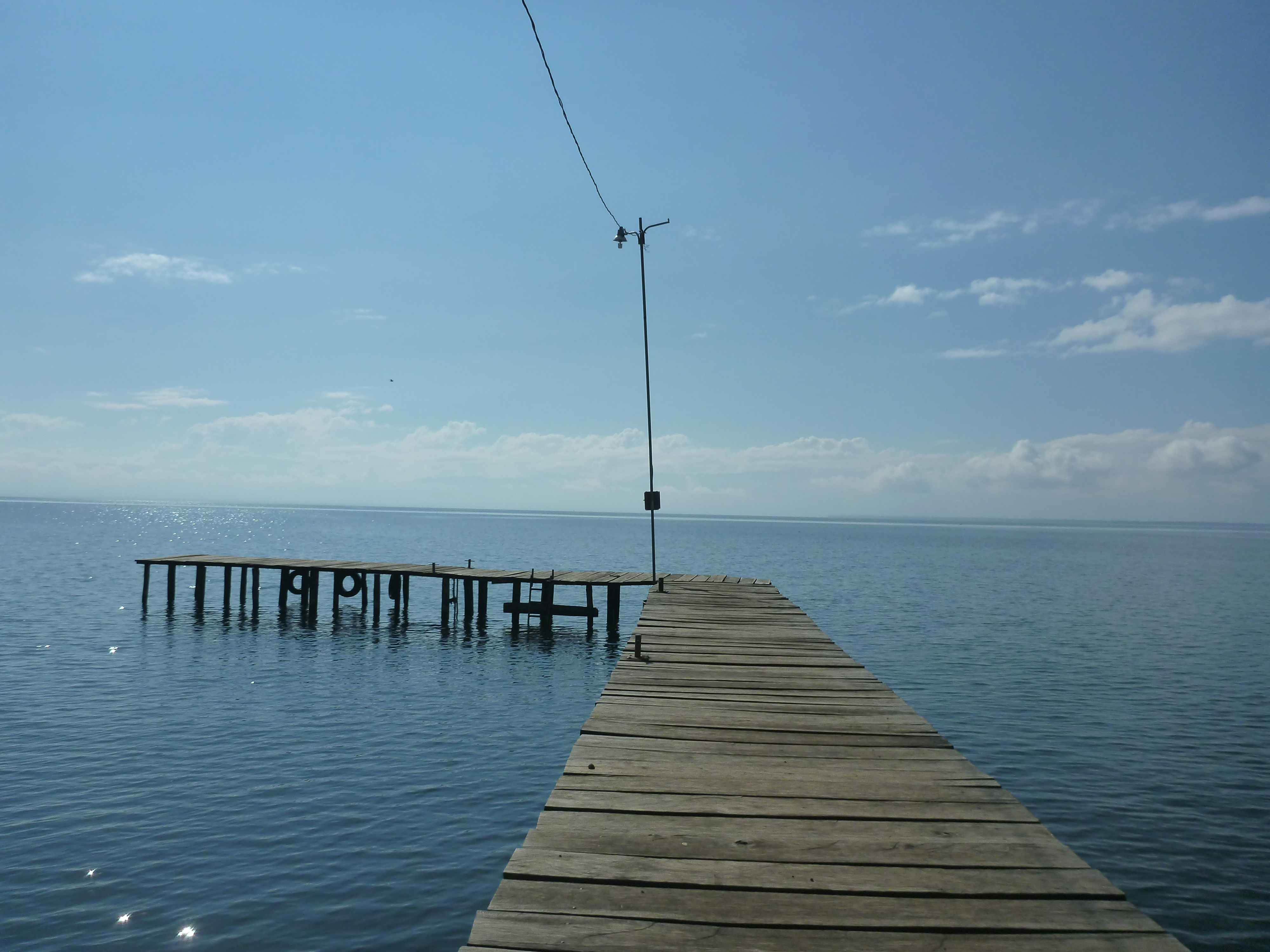
Lago de Izabal.
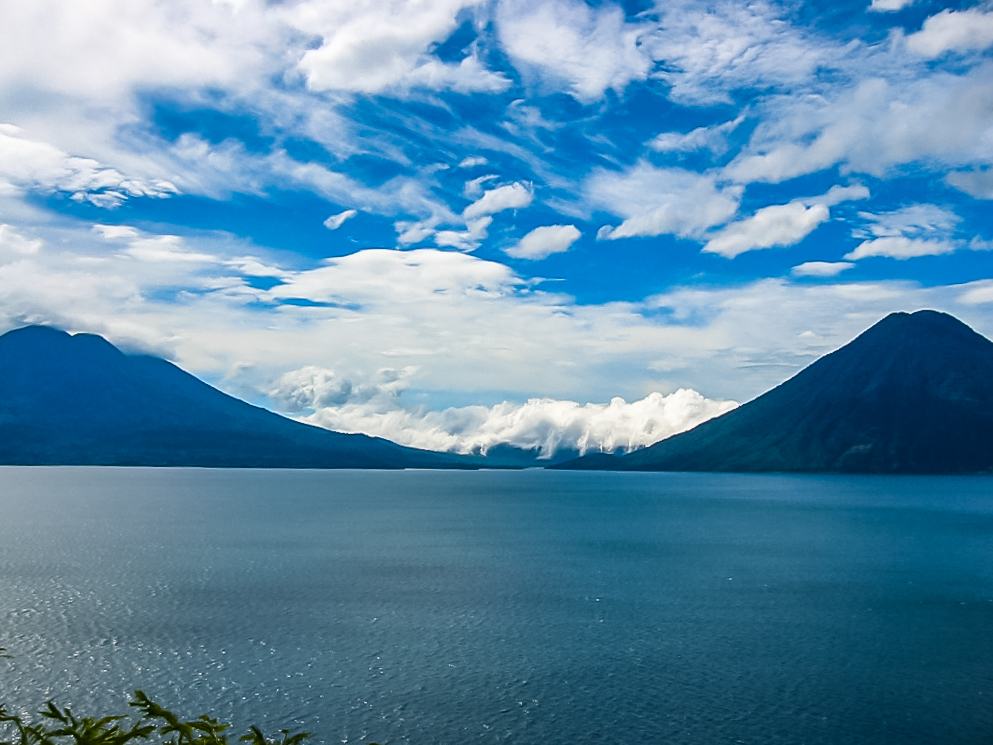
Lago de Atitlán.
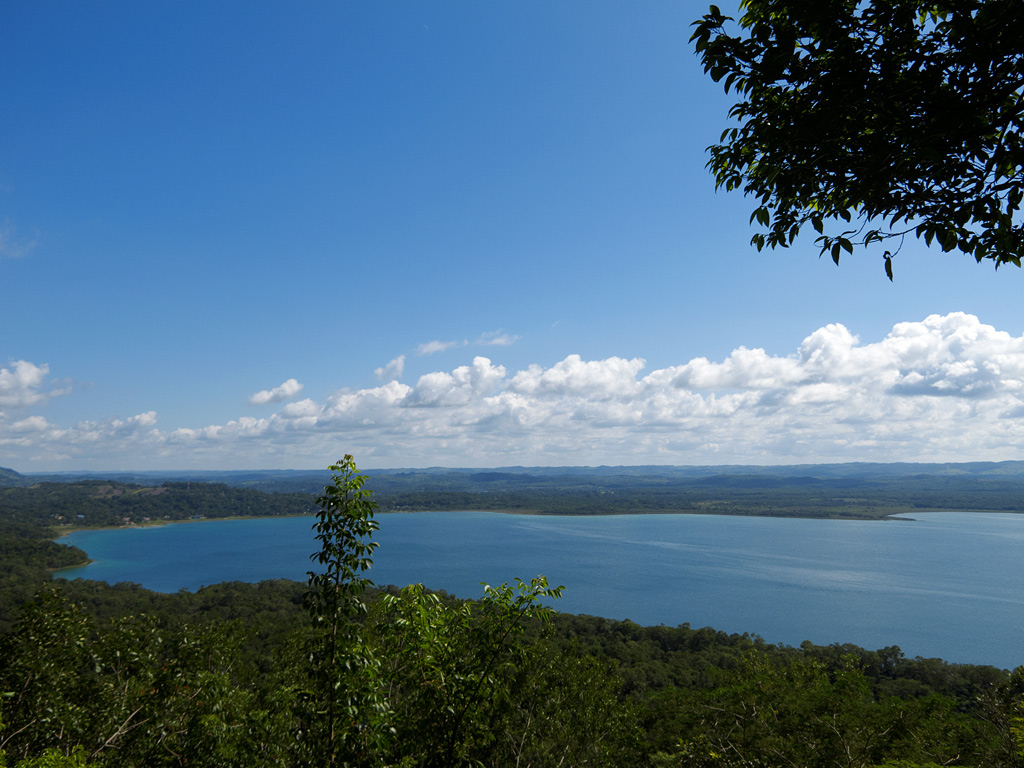
Lago Petén Itzá.
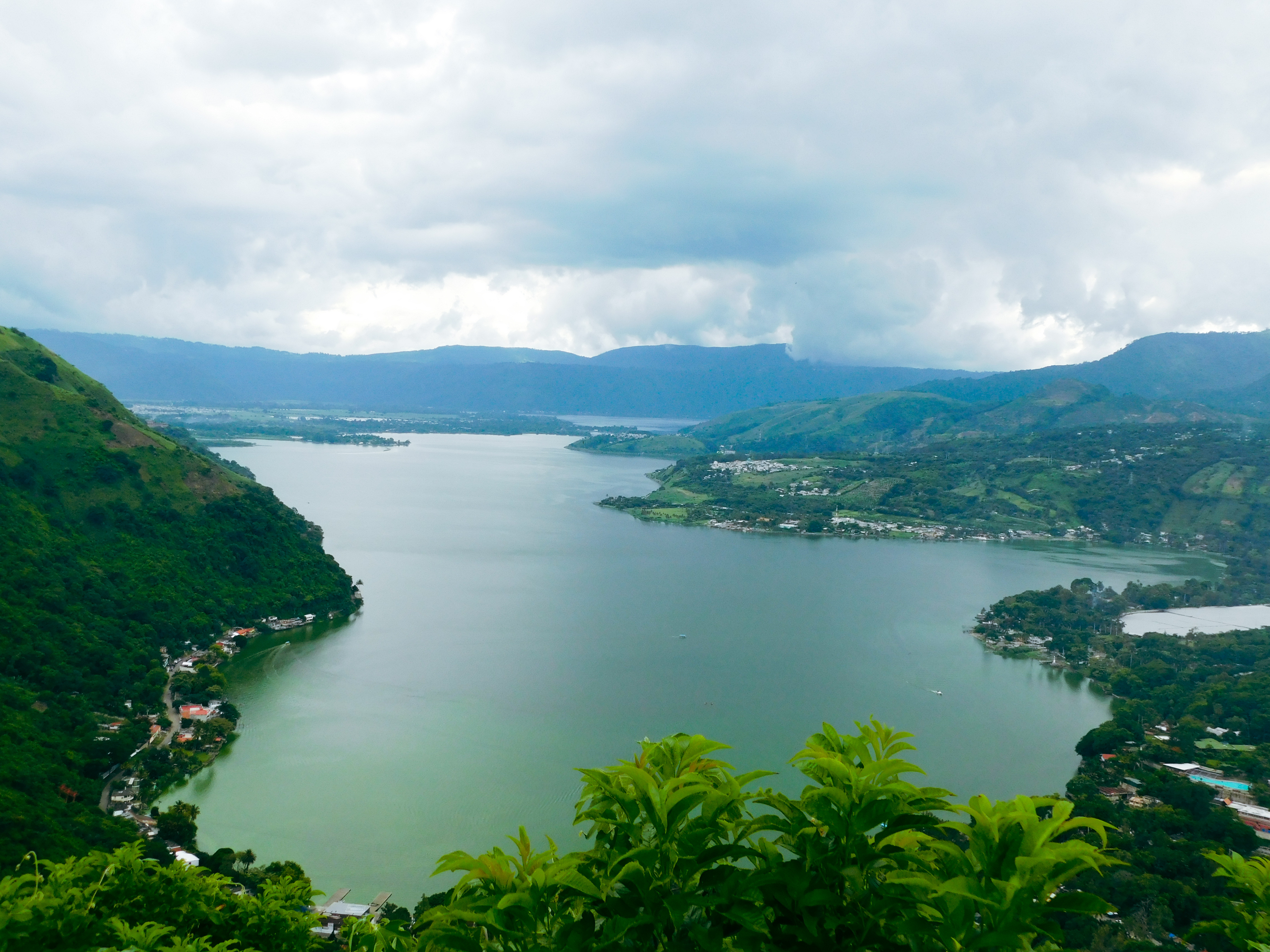
Lago Amatitlán.
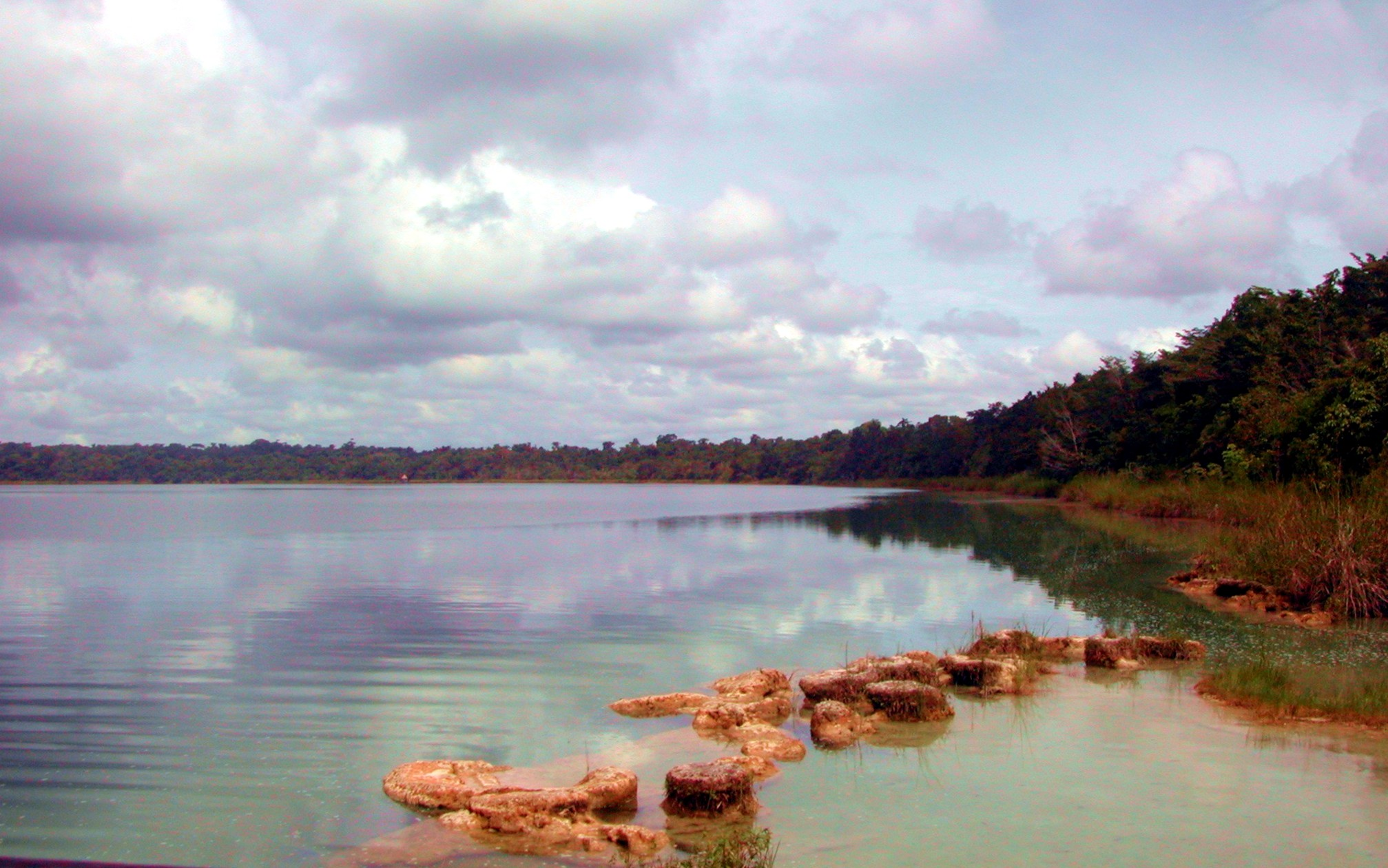
Laguna Lachuá.
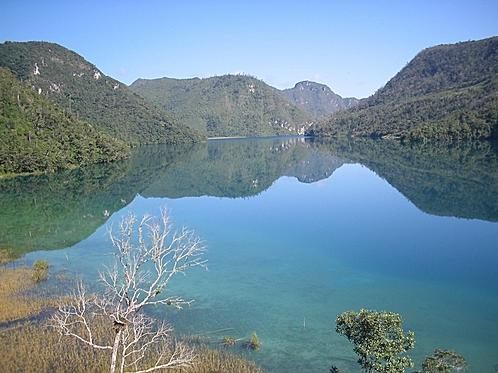
Laguna Brava.
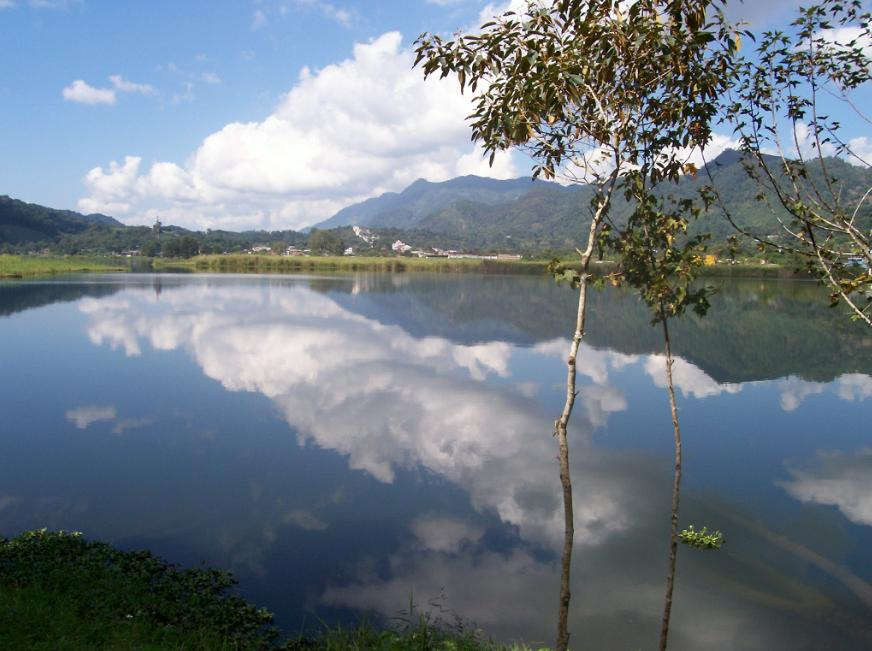
Chichoj.
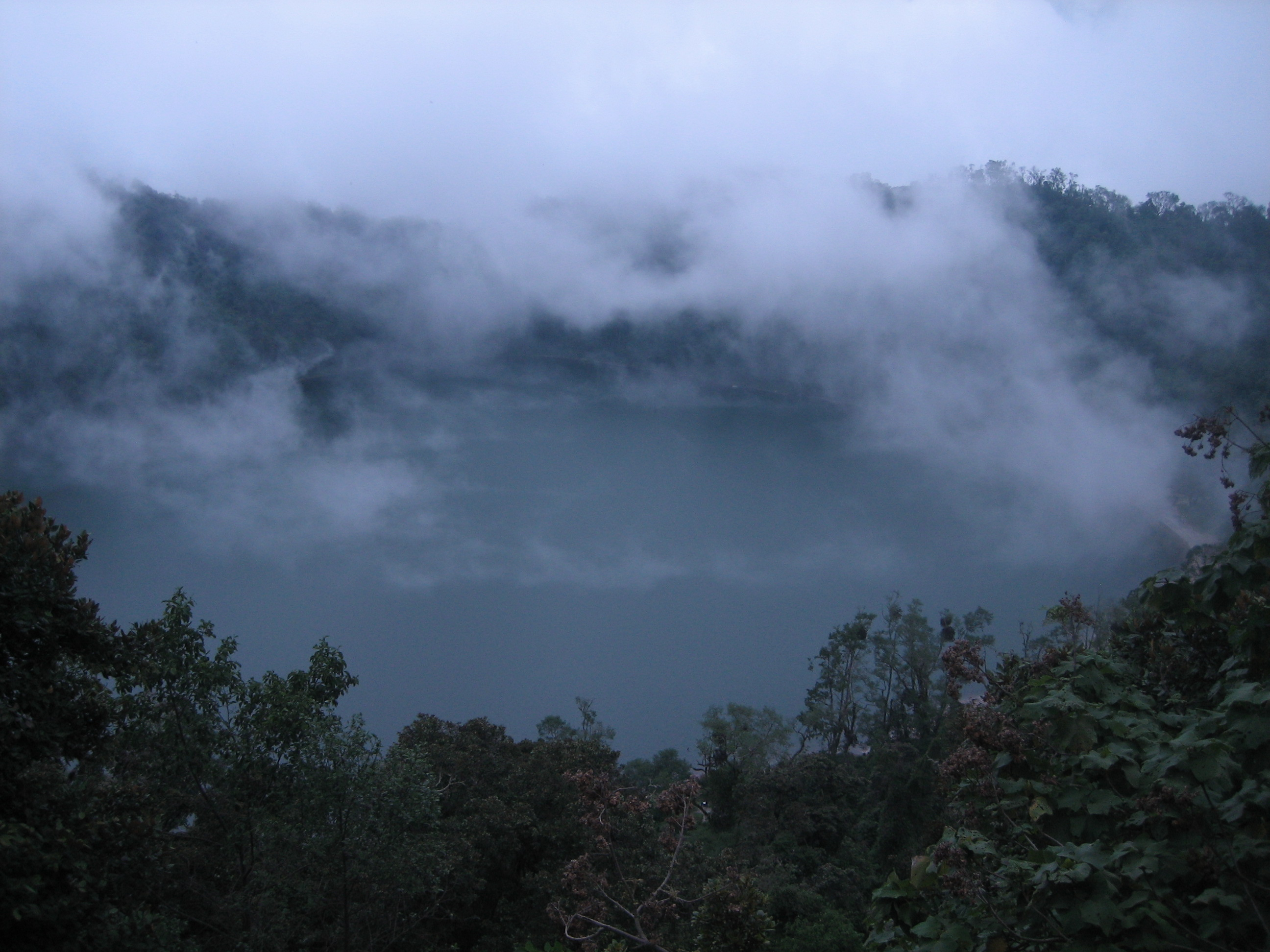
Laguna de Chicabal.
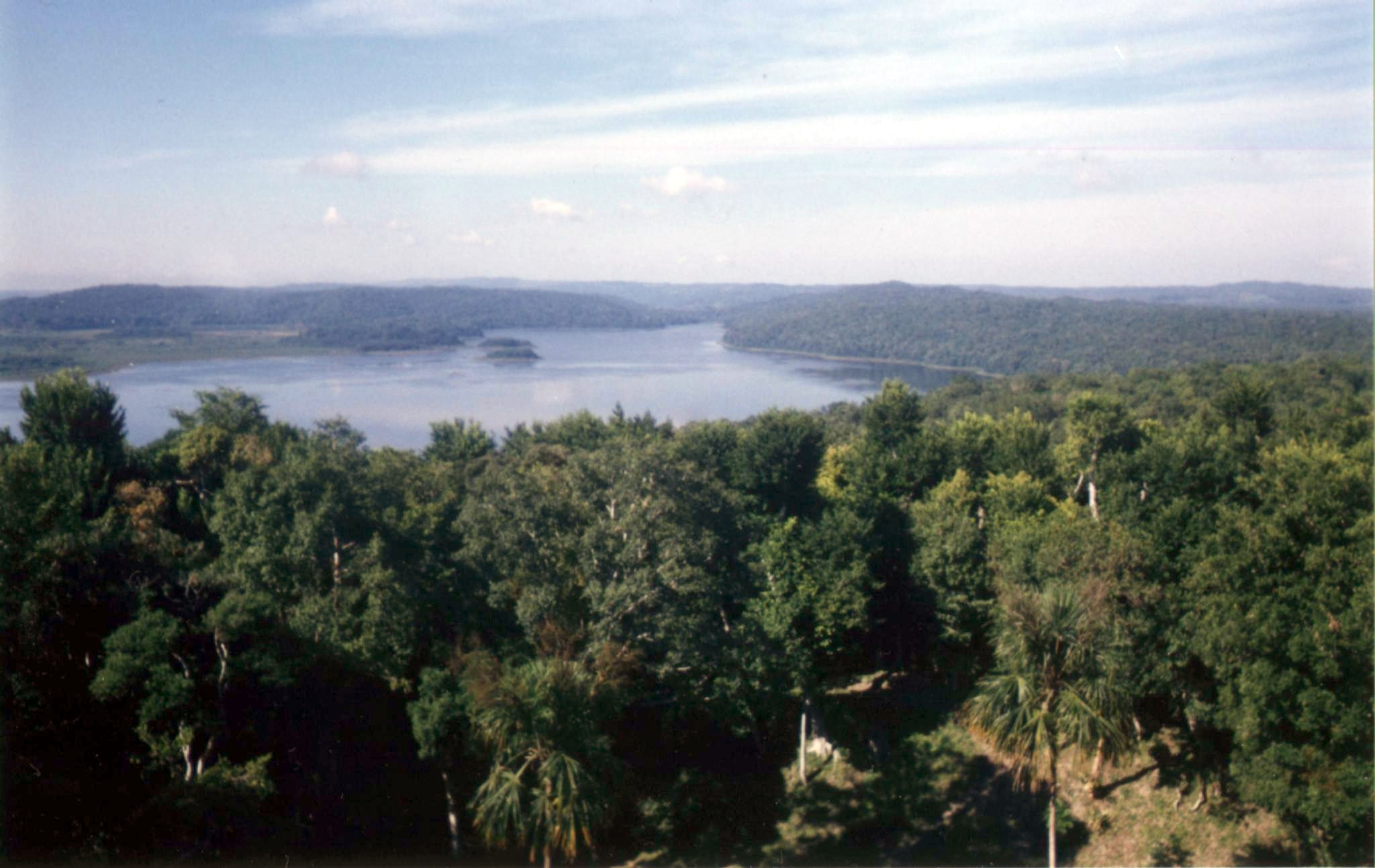
Laguna Yaxhá.
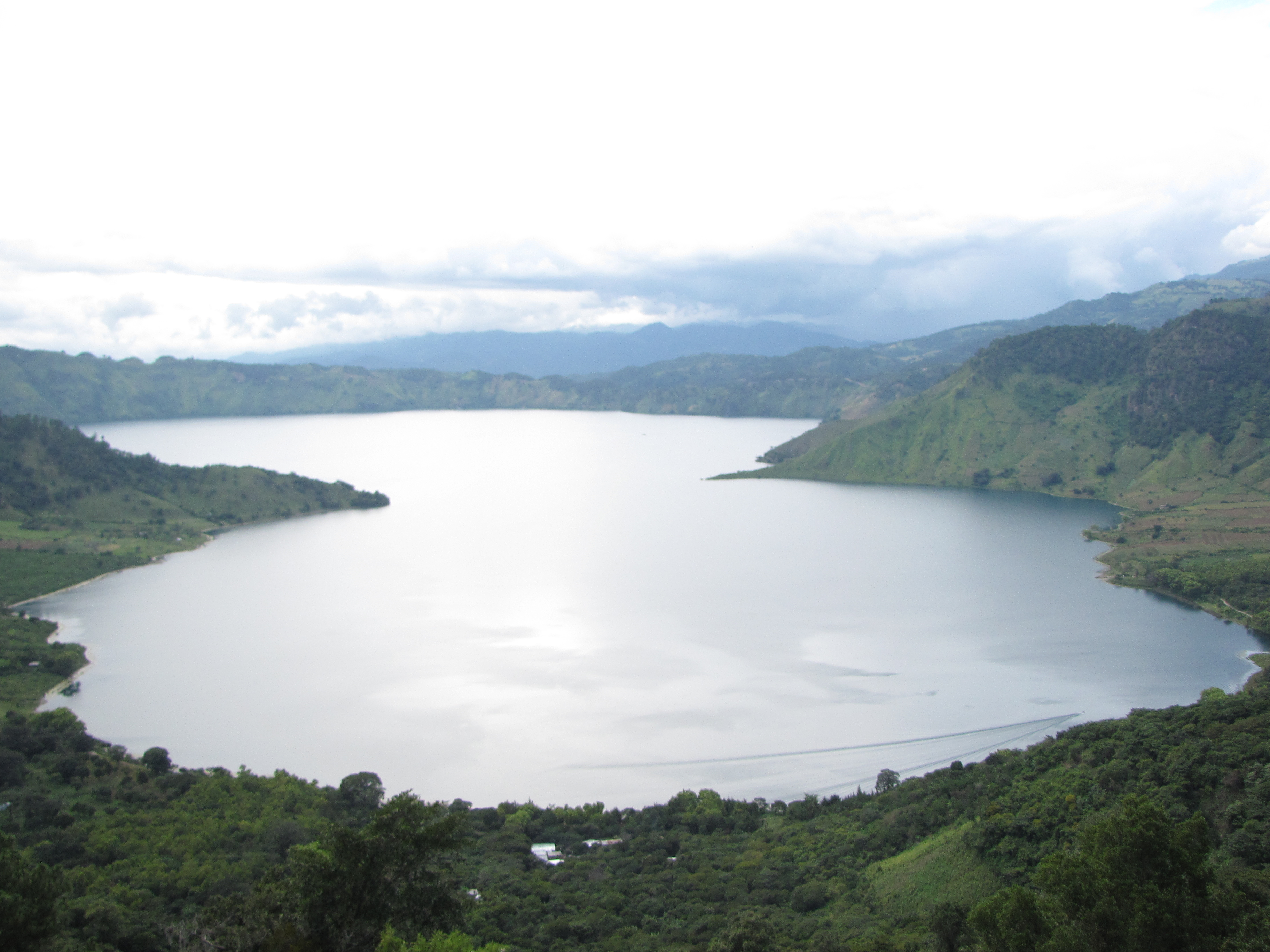
Laguna de Ayarza.

### Parques nacionales de Guatemala

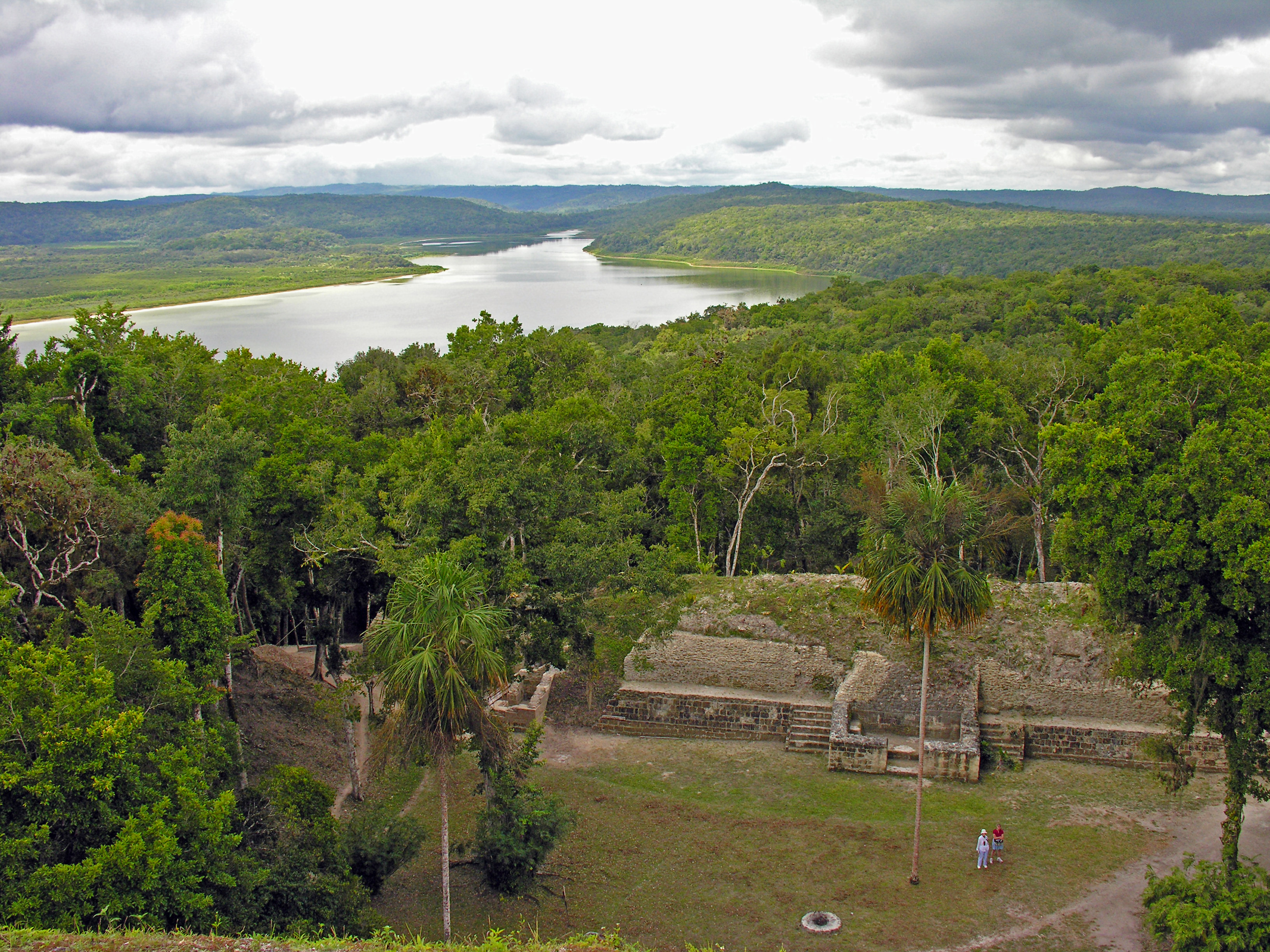
Parque nacional Yaxhá-Nakum-Naranjo.
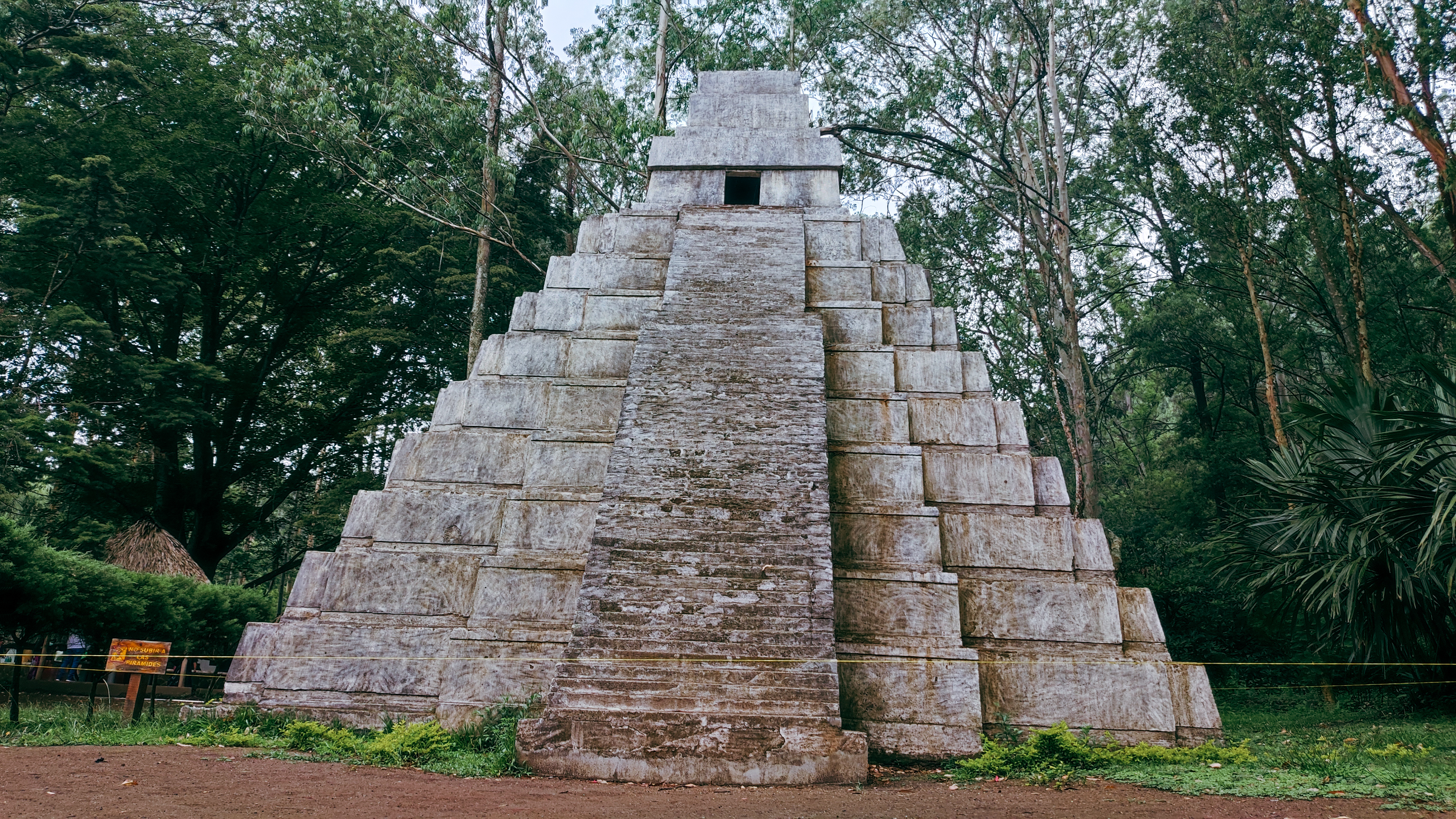
Parque nacional Naciones Unidas.
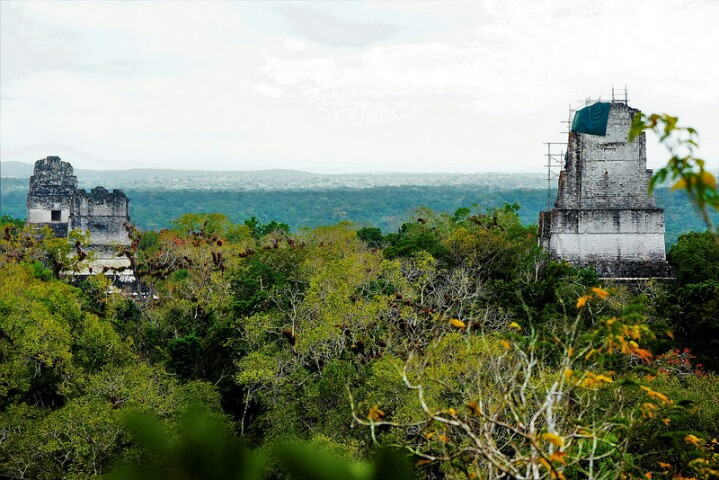
Parque nacional Tikal.

- Cerro El Baúl
- Cerro Miramundo
- Cuevas del Silvino
- Cerro El Reformador
- Parque nacional El Rosario
- Parque nacional Grutas de Lanquín
- Laguna Lachuá
- Parque nacional Laguna del Tigre
- Laguna El Pino
- Parque nacional Las Victorias
- Parque nacional Los Aposentos
- Parque nacional Naciones Unidas
- Parque nacional Tikal
- Parque nacional Riscos de Momostenango
- Parque nacional Río Dulce
- Parque nacional San José la Colonia
- Parque nacional Sipacate-Naranjo
- Sierra del Lacandón
- Volcán de Pacaya
- Parque nacional Yaxhá-Nakum-Naranjo
- Cuevas de Candelaria

## Principales destinos culturales

### Antigua Guatemala
- Parque Central de Antigua
- Centro Cultural La Azotea
- Museo de Armas Antiguas

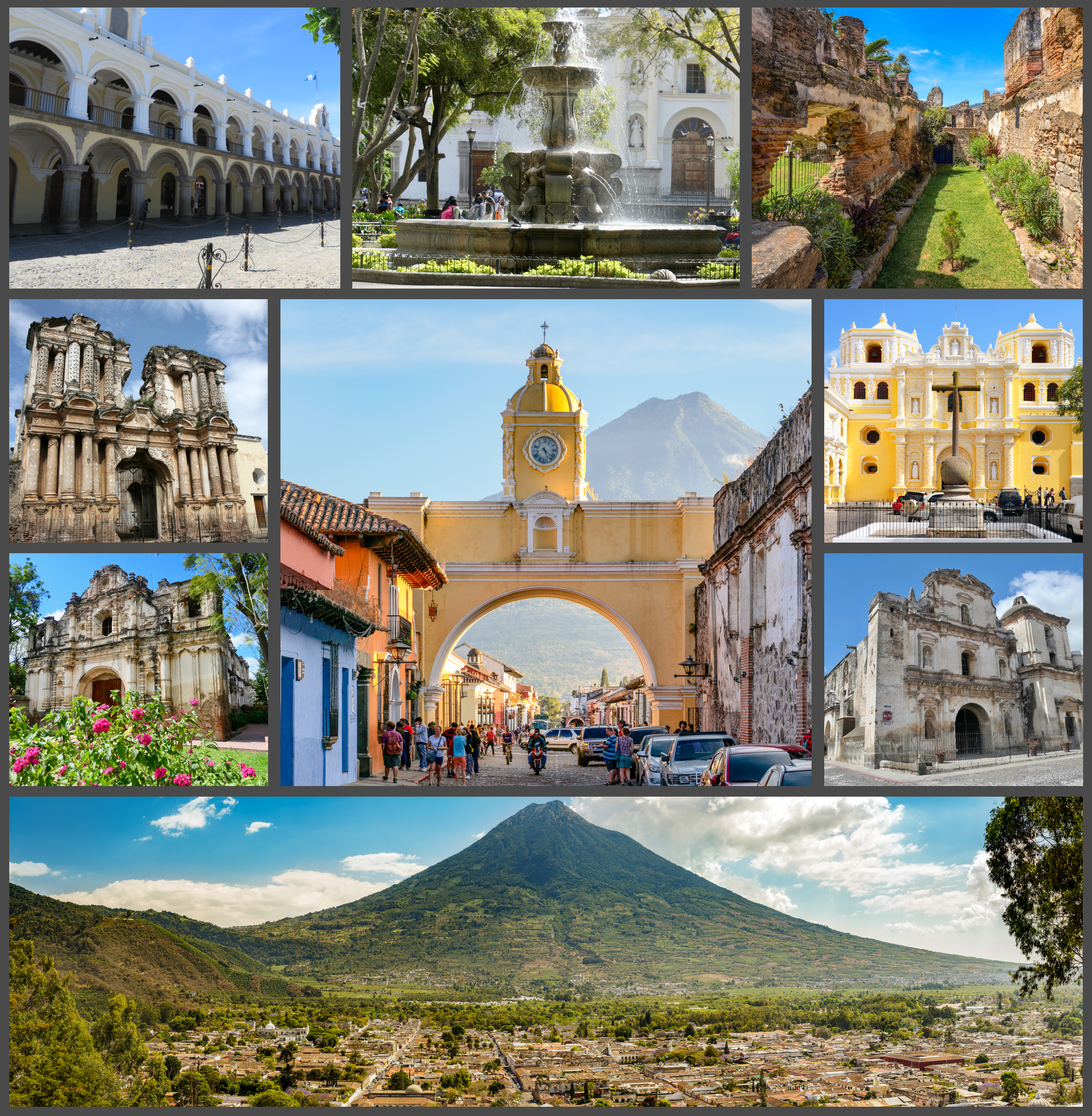
Antigua Guatemala, uno de los destinos culturales más visitados en Guatemala.

- Museos de Hotel Casa Santo Domingo
- Museo del Libro Antiguo
- Museo del Jade
- Museo del Traje Indígena
- Museo de la Universidad de San Carlos de Guatemala

La Semana Santa en Antigua Guatemala es la conmemoración de la pasión y muerte de Cristo a través de las procesiones que realizan las hermandades de las parroquias de la ciudad durante el periodo comprendido entre el Sábado de Ramos y el Domingo de Resurrección. A lo largo de esos días, las procesiones realizan su recorrido por las calles de Antigua Guatemala, y se han convertido en uno de los atractivos turísticos más importantes de Guatemala.
Los desfiles procesionales de la Semana Santa, transforman la ciudad durante ese periodo y son el resultado de la evolución durante siglos de las formas, modos y maneras de las hermandades, las cuales cuentan entre sus miembros a personas de todas las clases sociales. En la evolución de estas corporaciones han influido múltiples factores, tanto religiosos como artísticos, sociales e históricos.
Las procesiones en Guatemala son caracterizadas por las alfombras de aserrín colorido que adornan las calles en donde son llevadas en hombros por períodos de hasta dieciocho horas de duración. Los desfiles van acompañados durante todo el recorrido por orquestas musicales que interpretan marchas fúnebres o festivas compuestas por artistas nacionales en su mayoría.  El período de grandes procesiones comienza el Primer Jueves de Cuaresma y continúa con procesiones tan representativas como la de San Bartolomé Becerra el quinto viernes de cuaresma. Desde esa fecha hasta el Viernes Santo las procesiones se ejecutan durante toda la cuaresma y en especial durante la Semana Santa.

### Quetzaltenango

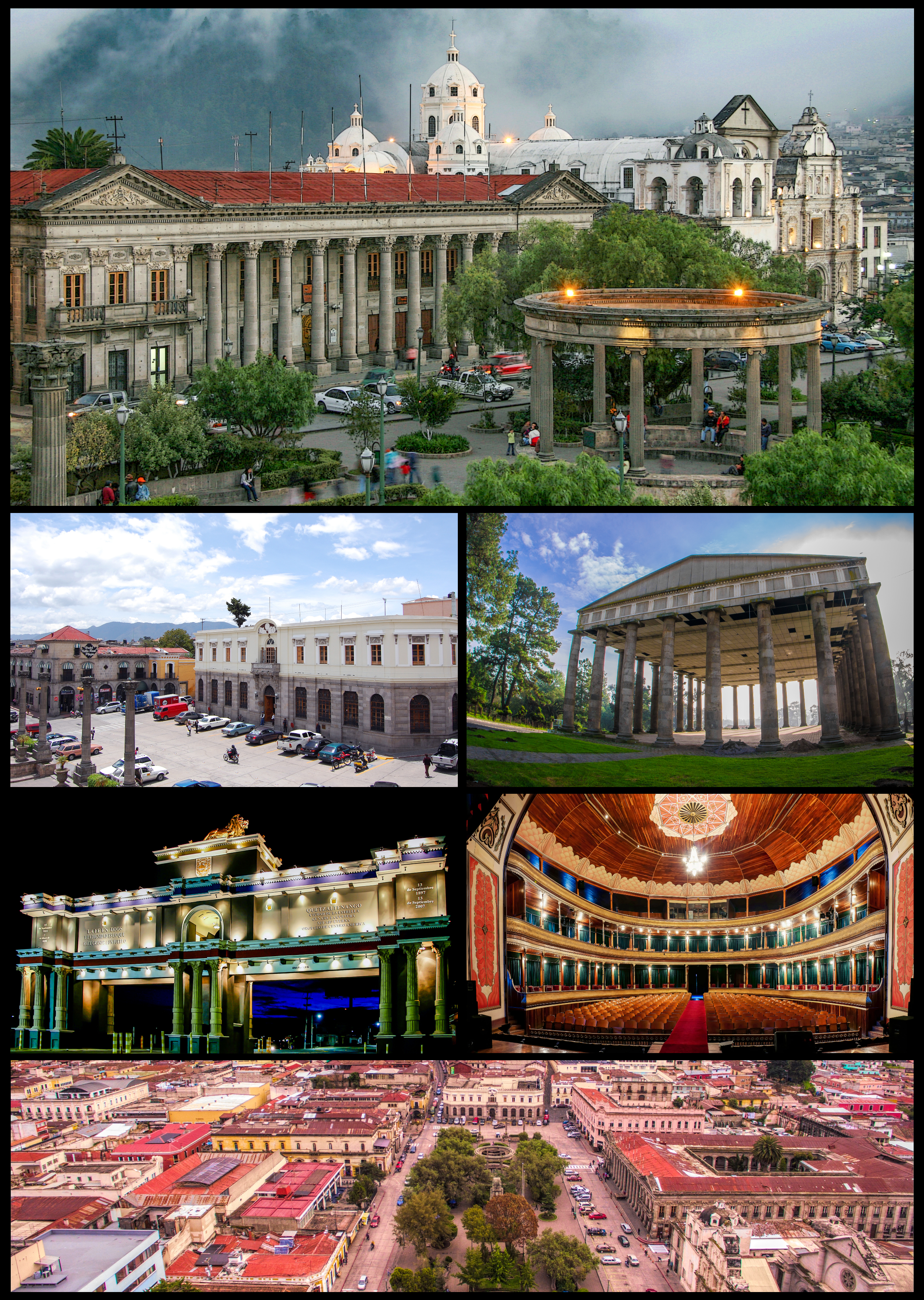
El Centro Histórico de Quetzaltenango es el principal atractivo turístico cultural.

La ciudad de Quetzaltenango, al igual que las ciudades de Antigua Guatemala y la Ciudad de Guatemala, destaca por su compromiso de cultura y tradiciones, lo que la ha llevado a ser nombrada como la “Cuna de la Cultura”. Una muestra de ello es que en cada uno de los ingresos principales a la ciudad se ubica un monumento emblemático como bienvenida a sus visitantes. Históricamente, en ella han vivido grandes músicos, poetas, escultores y muchos artistas reconocidos a nivel internacional, destacando entre ellos Efraín Recinos, Rodolfo Galeotti Torres, Jesús Castillo, Rodolfo Robles Valverde, Werner Ovalle López, Domingo Bethancourt, Wotzbelí Aguilar y Mariano Valverde entre otros. La arquitectura de la ciudad también es una clara muestra de la cultura, por sus monumentales obras arquitectónicas neoclásicas, su trazado colonial y sus calles y puentes de piedra junto a los monumentos emblemáticos. Esto hace que visitar la ciudad sea un recorrido por la historia de Guatemala. La ciudad, además, alberga una gran cantidad de edificios financieros, culturales, estatales y cuenta con una amplia oferta gastronómica y vida nocturna. Existen varios museos y centros de cultura en varios puntos de la ciudad donde apreciar la riqueza histórica, arqueológica, artística, tradicional y cultural. En la localidad se encuentra también una gran cantidad de altares mayas y centros ceremoniales que destacan la importancia de las raíces de la milenaria Cultura maya. En esta población, aparte del idioma español, aún se hablan dos idiomas mayas, el k’iche y el mam y existen escuelas con el propósito de aprender y practicar estos idiomas. Estas escuelas usualmente son frecuentadas por ciudadanos locales y extranjeros que visitan la ciudad. En la ciudad y sus alrededores se cuenta con un gran número de escuelas oficiales de español, maestros profesionales y con especialización en diferentes vocabularios como el médico, legal, comercial, entre otros, llevando a la ciudad al reconocimiento de ser un centro educativo en el altiplano del país. Entre las tradiciones más destacables en la ciudad se encuentran las procesiones de Semana Santa, la feria centroamericana de la independencia y la feria artesanal en el parque Centroamérica. Quetzaltenango es también un destino bastante buscado para la realización de eventos, pues cuenta con una gran cantidad de salones, jardines, hoteles y servicios que se adaptan a las necesidades de cualquier actividad como bodas, fiestas, congresos, convenciones, talleres y capacitaciones. En la ciudad se han llevado a cabo eventos políticos de gran magnitud con la ayuda del Buró de Convenciones, cuyo propósito es la organización de los eventos y enlazar las opciones de servicios disponibles con el fin de llevar a cabo dichas actividades de la manera más adecuada.

### Ciudad de Guatemala

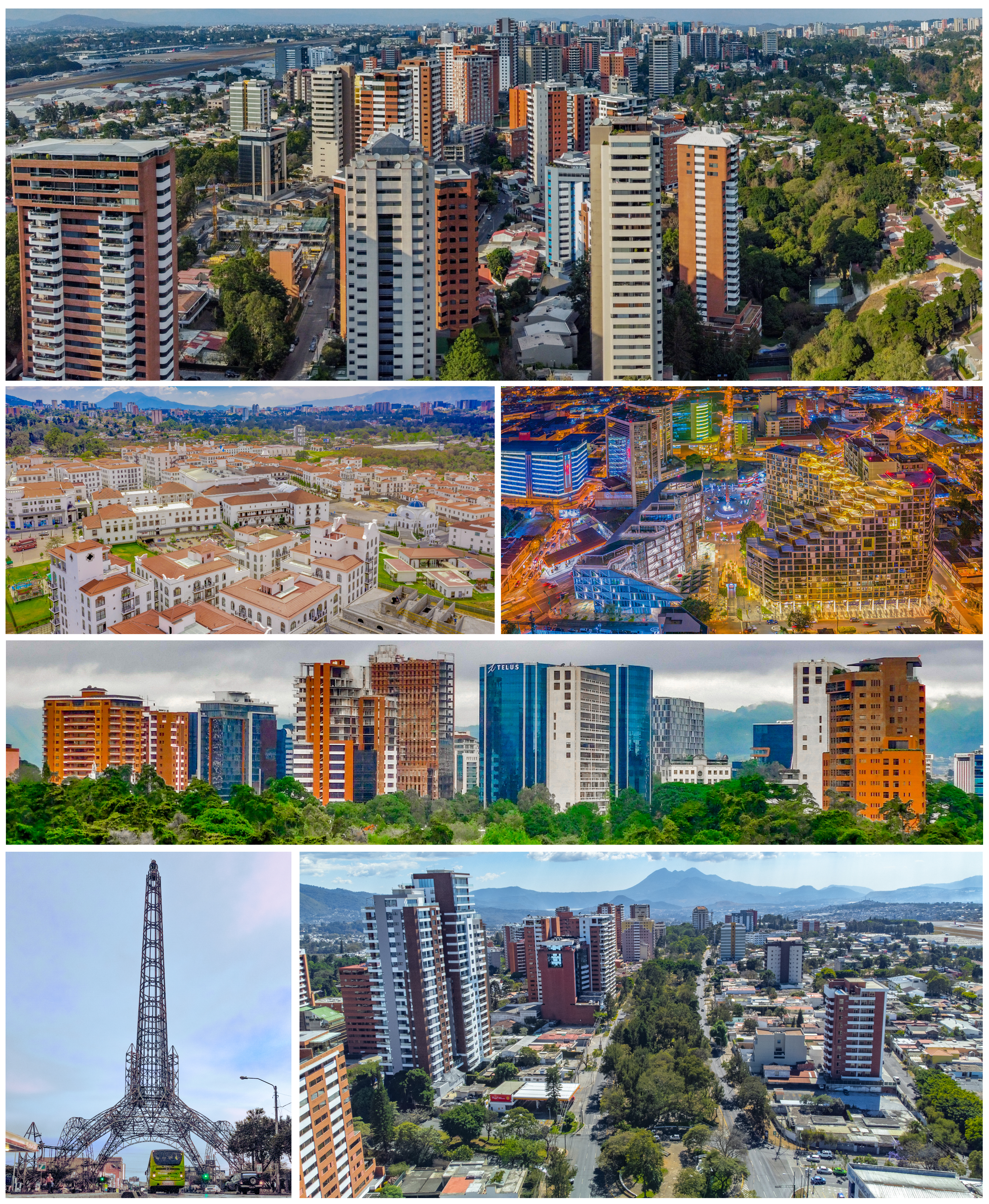
Ciudad de Guatemala nombrada en 2015 como la Capital Iberoamericana de la Cultura.

Semana Santa: celebración que tuvo un auge durante los gobiernos liberales de los generales Justo Rufino Barrios, Manuel Lisandro Barillas Bercián y José María Reyna Barrios, cuando siguiendo la recomendación del papa León XIII, contrarrestaron la tendencia positivista de esos gobiernos con manifestaciones públicas de fe. El presidente Reyna Barrios permitió más libertades para estas demostraciones, las cuales mantuvieron su vigencia durante la primera mitad del siglo xx y luego, tras el derrocamiento del coronel Jacobo Árbenz Guzmán y la toma del gobierno por parte del coronel Carlos Castillo Armas, han tenido un auge exponencial. He aquí el listado de los principales cortejos profesionales que recorren las calles del Centro Histórico de la ciudad:
| Día              | Iglesia                    | Imagen | Horario                          |
| ---------------- | -------------------------- | --- | -------------------------------- |
| Sábado de Ramos  | Iglesia de La Recolección  | Jesús Nazareno del Consuelo | 10:00 a. m. - 2:00 a. m.         |
| Domingo de Ramos | Iglesia de Capuchinas      | Jesús de las Palmas | 5:00 a. m. - 12:00 p. m.         |
| Domingo de Ramos | Iglesia de San José        | Jesús Nazareno de los Milagros | 7:00 a. m. - 1:00 a. m.          |
| Lunes Santo      | Iglesia de La Parroquia    | Jesús Nazareno de las Tres Potencias También fue conocido como Jesús Nazareno de los Nobles en Antigua Guatemala y como Jesús Nazareno de los Pobres en la ciudad de Guatemala tras los terremotos de 1917-18.</ref> | 3:00 p. m. ; p. m. - 12:00 a. m. |
| Martes Santo     | Iglesia de La Merced       | Jesús Nazareno de la Merced "El Patrón Jurado" | 08:00 AM - 12:00 p. m. ; p. m.   |
| Martes Santo     | Iglesia de Beatas de Belén | Jesús Nazareno de la Indulgencia | 2:00 p. m. ; p. m. - 12:00 AM    |
| Miércoles Santo  | Iglesia de Santa Teresa    | Jesús Nazareno del Rescate | 12:00 p. m. ; p. m. - 12:00 AM   |
| Jueves Santo     | Iglesia de La Candelaria   | Jesús Nazareno «Cristo Rey» | 7:00 AM - 2:00 AM                |
| Viernes Santo    | Iglesia de La Merced       | Jesús Nazareno de la Merced | 3:00 AM - 3:00 p. m. ; p. m.     |
| Viernes Santo    | Iglesia de La Recolección  | Señor Sepultado de La Recolección | 4:00 p. m. ; p. m. - 2:00 AM     |
| Viernes Santo    | Iglesia de El Calvario     | Señor Sepultado de El Calvario | 3:00 p. m. ; p. m. - 3:00 AM     |
| Viernes Santo    | Iglesia de Santo Domingo   | Cristo del Amor | 2:30 p. m. ; p. m. - 1:00 AM     |

"Día  Clásico de Guatemala" Patrimonio Cultural intangible de la Nación con el rezado del 8 de  diciembre de la Primera  y Principal Patrona  de la República de Guatemala Virgen de los Reyes, la Inmaculada Concepción. Saliendo del templo de San Francisco, Basílica Menor y entrando en las primeras  horas  de  la mañana.
Feria de agosto: celebración de la patrona de la ciudad, la Virgen de la Asunción. Se ha celebrado desde el siglo xix en el área que ocupa el Hipódromo del Norte.
Feria de noviembre: celebración que se inició en la década de 1930 para conmemorar el cumpleaños del presidente, general Jorge Ubico Castañeda. Tras la caída del régimen ubiquista en 1944, la celebración se suspendió pero se inició nuevamente como Feria Nacional e INTERFER en el Parque de la Industria en la década de 1970.
La zona 10 —también conocida como la Zona Viva — ha sido un lugar dedicado a la vida nocturna desde la década de 1980. Originalmente para las élite de la ciudad que vivían en los alrededores, lugares como «Dash» y «Kahlúa» eran los centros de diversión preferidos. Con la migración de las clases acomodadas hacia el área oriental de la ciudad, conocida como «Carretera a El Salvador», y la aplicación de la «Ley Seca» -que prohibió el consumo de bebidas alcohólicas después de las dos de la mañana- durante el gobierno de Jorge Serrano Elías en 1992, el nivel de los centros de entretenimiento disminuyó un tanto, con la población que atendía proveniente de las capas medias y media-altas de la sociedad de la ciudad. En el siglo xxi la «Zona Viva» se ha convertido en un centro de recreación familiar con la apertura del centro comercial «Oakland Mall» y «Fontabella» y con la proliferación de restaurantes de alta cocina.
A principios del siglo xxi «Ciudad Cayalá» fue construida en los terrenos desocupados que estaban en las orillas de la «Calzada de la Paz», importante vía que fue construida en la década de 1990 y que une a la zonas 15 y 16 con las zonas 1, 5 y 6 de la ciudad.  «Ciudad Cayalá» es un complejo que tiene todo tipo de actividades, dedicadas en su mayoría a la población de clase alta y media que vive en los alrededores; las actividades que incluye este complejo van desde los tradicionales bares, restaurantes y discotecas hasta golf y surf en olas artificiales.
En el siglo xxi, la vida nocturna del Centro Histórico se reinició junto con la remodelación del «Paseo de la Sexta» a mediados de la década de 2000. Varios bares y centros de baile abrieron sus puertas, así como el «Teatro de los huitecos» sobre la séptima avenida, frente al Palacio Nacional de la Cultura. En 2002 se une a las diferentes atracciones el distrito cultural «Cuatro Grados Norte» que cuenta con bares, restaurantes, compras y actividades culturales y se ha convertido en una de las áreas de moda y de mente abierta de la ciudad.

## Destinos gastronómicos

### Gastronomía por región
Entre los platos guatemaltecos más famosos se encuentran: El Kak ik, El Pepián, El Jocón y el Tapado caribeño.
| N.º. | Departamento   | Productos de la Región                                                                                                 |
| ---- | -------------- | --- |
| 1    | Guatemala      | Shucos, Atol de Elote, Tamalitos de Chipilín, Cocido de Res, Arroz con Pollo, Frijoles y Tamales.                      |
| 2    | Sacatepéquez   | Tamales colorados, Revolcado de Cabeza de Cerdo, Hilachas, Pepián, Caldo de Gallina, Molletes, Mole y Chiles Rellenos. |
| 3    | Chimaltenango  | Chilaquilas de Güiskil y jamones ahumados.                                                                             |
| 4    | Petén          | Bollitos, Palmito de Terneta y Escabeche de Pescado.                                                                   |
| 5    | Alta Verapaz   | Tamal cobanero, Chirmol y Kak ´ik.                                                                                     |
| 6    | Izabal         | Pan de camote y de coco, Tapado y Tortilla de harina.                                                                  |
| 7    | Escuintla      | Caldo de Mariscos, Chiles Rellenos, Caldo de Pata y Sopa de Tortuga.                                                   |
| 8    | Quetzaltenango | Paches de Papa, Tamales dulces, Chuchitos, Caldo de Frutas, Pollo con Jocón Verde, Buñuelos.                           |

## Aeropuertos

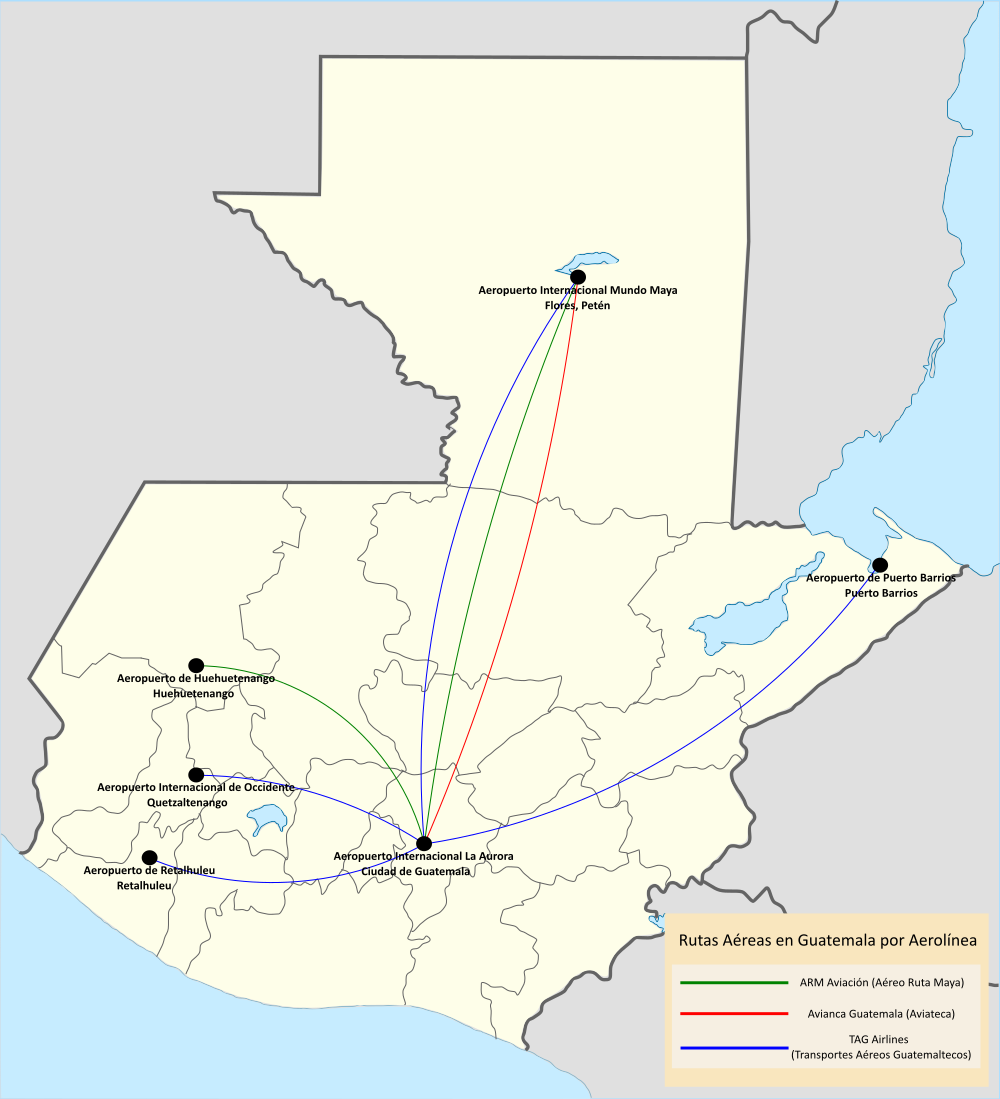
Aeropuertos con operaciones comerciales de pasajeros en Guatemala.

### Aeropuertos Internacionales
| N.º. | Aeropuerto                            | Área que sirve                  | Imagen |
| ---- | ------------------------------------- | ------------------------------- | ------ |
| 1    | Aeropuerto Internacional La Aurora    | Área Metropolitana de Guatemala |        |
| 2    | Aeropuerto Internacional Mundo Maya   | Santa Elena de la Cruz y Flores |        |
| 3    | Aeropuerto Internacional de Occidente | Área metropolitana de Los Altos |        |

### Aeropuertos nacionales
- Aeropuerto de Puerto Barrios
- Aeropuerto de Cobán
- Aeropuerto de Puerto San José
- Aeropuerto de Retalhuleu
- Aeropuerto de Huehuetenango
- Aeropuerto Bananera
- Aeropuerto de Coatepeque
- Aeropuerto de Quiché
- Aeropuerto de Playa Grande

Guatemala cuenta con varias aerolíneas que prestan servicio a diferentes aeropuertos del país. Entre las aérolineas guatemaltecas destacan:
- ARM Aviación
- Avianca (Guatemala)
- TAG Airlines